# Siebenbürgen

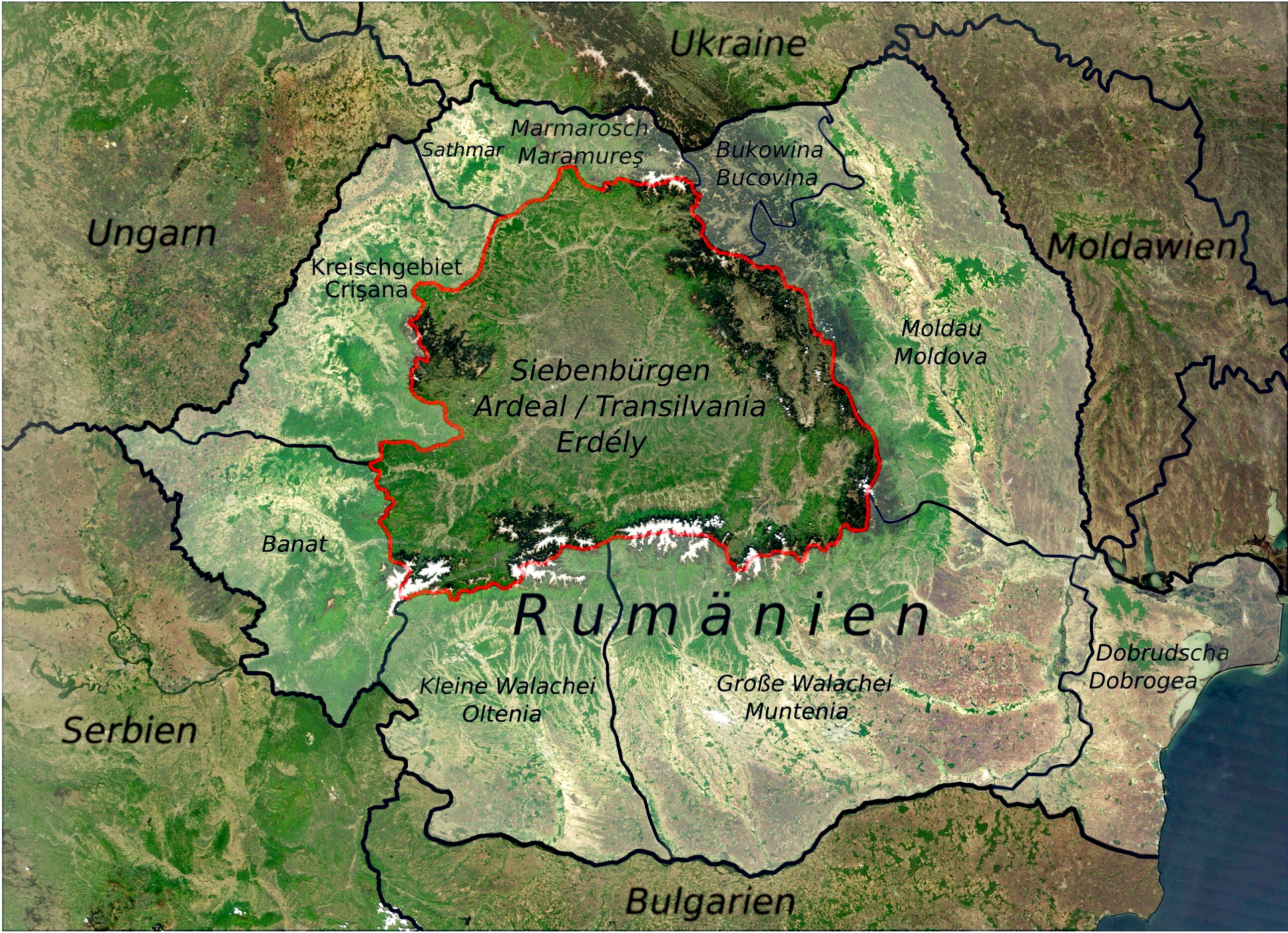
Karte Rumäniens mit Siebenbürgen. Die Regionen Banat, Kreischgebiet (Crișana) und Maramureș werden gelegentlich zu Transilvania gezählt

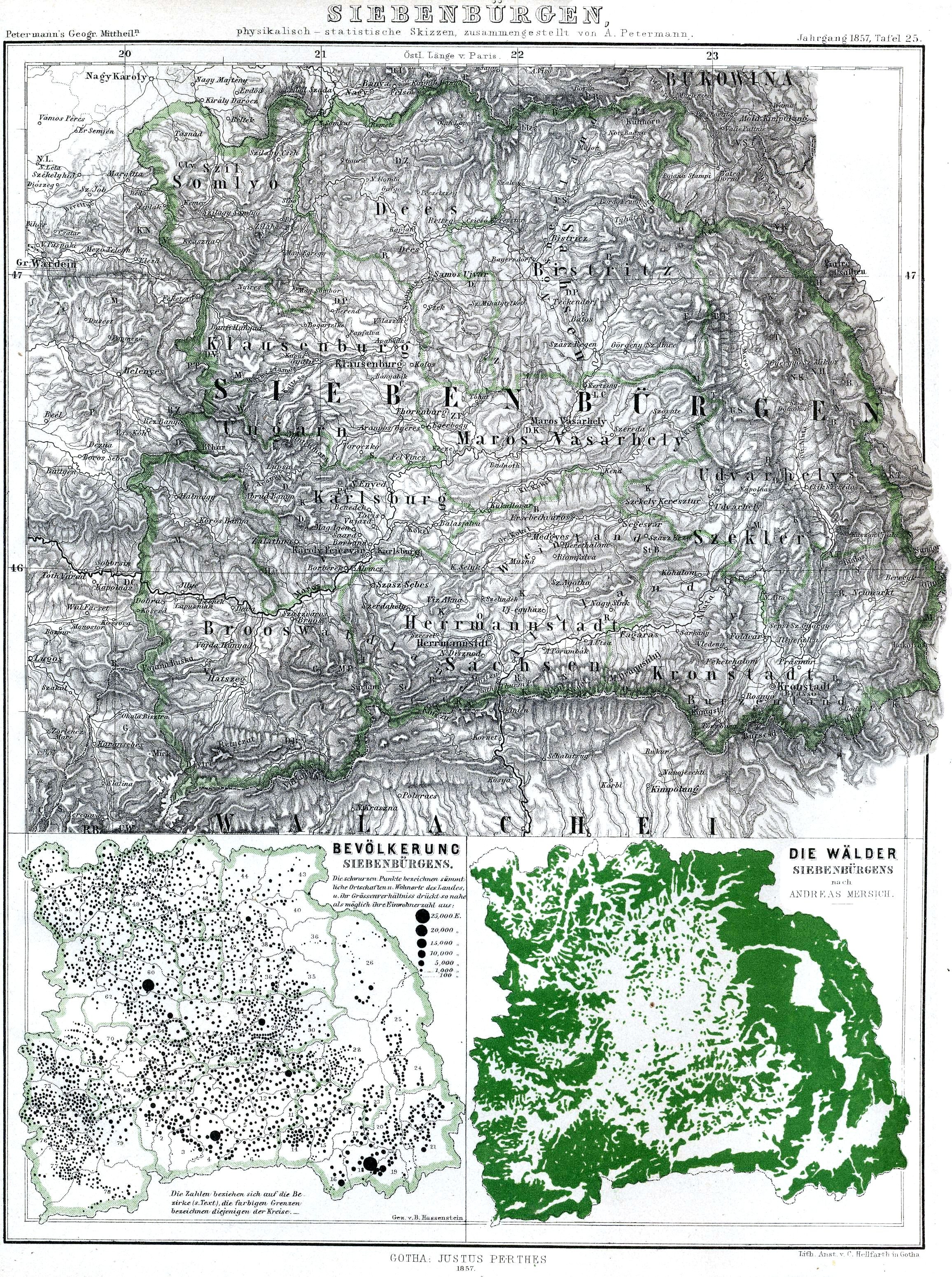
Das Großfürstentum Siebenbürgen, 1857

Siebenbürgen, Transsilvanien oder Transsylvanien (rumänisch Ardeal oder Transilvania, ungarisch Erdély, siebenbürgisch-sächsisch Siweberjen, griechisch Τρανσυλβανία, türkisch Erdel, slowakisch Sedmohradsko) ist ein historisches und geografisches Gebiet im südöstlichen Karpatenraum mit einer wechselvollen Geschichte. Heute liegt Siebenbürgen im Zentrum Rumäniens.

## Benennungen
Siebenbürgen ist unter folgenden Bezeichnungen bekannt:
- Der rumänische Ländername ist Ardeal, älter Ardeliu (1432),[1] aus dem Ungarischen entlehnt,[2] oder Transilvania, aus dem Mittellateinischen übernommen.
- Der ungarische Landesname ist Erdély, älter Erdeuelu (Erdőelü) (12. Jahrhundert),[3] wörtlich ‚jenseits des Waldes‘, zusammengesetzt aus ung. erdő ‚Wald‘ und regionalem elü (elv, el) ‚jenseits, jenseitige Gegend, entferntere Seite‘.[4] Dieser „Wald“ bezieht sich auf das waldreiche Apuseni-Gebirge,[5] das die große ungarische Tiefebene und das Kreischgebiet vom siebenbürgischen Becken trennt.
- Die mittellateinischen Benennungen sind erst terra ultra silvam (1075), ultrasylvania (1077), später Partes Transsylvana (12. Jahrhundert), die beide aus lat. ultra oder trans ‚jenseits‘ und silva ‚Wald‘ zusammengesetzt wurden und den ungarischen Landesnamen übersetzen.
- Die auf dieser Grundlage eingedeutschte Bezeichnung Transsilvanien bzw. Transsylvanien war in mittelalterlichen Dokumenten gebräuchlich.

Die Herkunft des deutschen Namens Siebenbürgen ist nicht abschließend geklärt. Vermutungen gehen dahin, ihn auf sieben von Siebenbürger Sachsen gegründete Städte zurückzuführen: Hermannstadt, Kronstadt, Bistritz, Schäßburg, Mühlbach, Broos und Klausenburg (in dieser Reihe wird fälschlicherweise oft Mediaș genannt, das aber erst 1534 vom Markt zur Stadt erhoben wurde). Auch die Sieben Stühle, Einheiten der eigenen Gerichtsbarkeit – jeder Stuhl besaß einen Königsrichter, der alleine dem ungarischen König unterstellt war –, sind möglicherweise Teil der Namensgebung. Daneben stehen ältere Herleitungen vom Fluss Zibin (rum. Cibin, ung. Szeben), nach dem wiederum Hermannstadt (rum. Sibiu, lat. Cibinium) benannt worden sei, das als traditionelle Hauptstadt seinen Namen dann der Region als ganzes gegeben habe. Walter Schuller dachte mit Verweis auf eine Reihe von Parallelen im deutschen Sprachraum an eine wörtliche Deutung als (bei den) sieben Bürgen, als die „toponymische (Über-) Betonung eines für ihr [d. h. das siebenbürgisch-sächsische] Exemtionsgebiet essentiellen Rechtsverhältnisses“. Die Umdeutung auf sieben Burgen oder auch sieben Berge sei dann schon früh wegen der Lautähnlichkeit der Wörter erfolgt.
Der Name ist zunächst in deutschen Quellen aus dem 13. Jahrhundert als Septum urbium, Terra septem castrorum und ähnlichen Varianten verzeichnet. In deutscher Niederschrift hieß es Ende des 13. Jahrhunderts erstmals Siebenbuergen und bezeichnete damals nur den Bereich der Sieben Stühle als administrative Einheiten oder Gebietskörperschaften der Hermannstädter Provinz. Erst später hat sich der Begriff räumlich erweitert, umfasste schließlich denselben Raum wie Erdély und Ardeal und ersetzte dadurch die frühere Lehnübersetzung von Ultrasilvania Überwald (13. und 14. Jahrhundert).

## Lage
Siebenbürgen bildet geografisch das Zentrum und den Nordwesten Rumäniens. Von den südlicheren (Walachei) und östlicheren (Westmoldau und Bukowina) Landesteilen wird Siebenbürgen durch die Ostkarpaten und die Transsilvanischen Alpen (Südkarpaten) getrennt, die zusammen den südlichen Karpatenbogen bilden. Nach Westen hin scheidet ein Teil der Westrumänischen Karpaten, das Apuseni-Gebirge, Siebenbürgen vom Kreischgebiet ab.
Auch Teile des heutigen Rumänien, die bis 1918/1920 zu Ungarn gehörten (das Kreischgebiet, die Region Sathmar, der südliche Teil des ehemaligen Komitats Maramureș sowie der rumänische Teil des Banats), werden manchmal irrtümlicherweise zu Transilvania hinzugerechnet, so dass es oft größer als das historische Gebiet dargestellt wird.
Die Fläche Siebenbürgens beträgt 59.651 km². Nach heutigen Verwaltungseinheiten umfassen alle Gebiete, die bis 1918 zu Ungarn gehörten, etwa 100.293 km². Siebenbürgen ist in die folgenden rumänischen Kreise unterteilt:
- Alba (Karlsburg, Fehér)

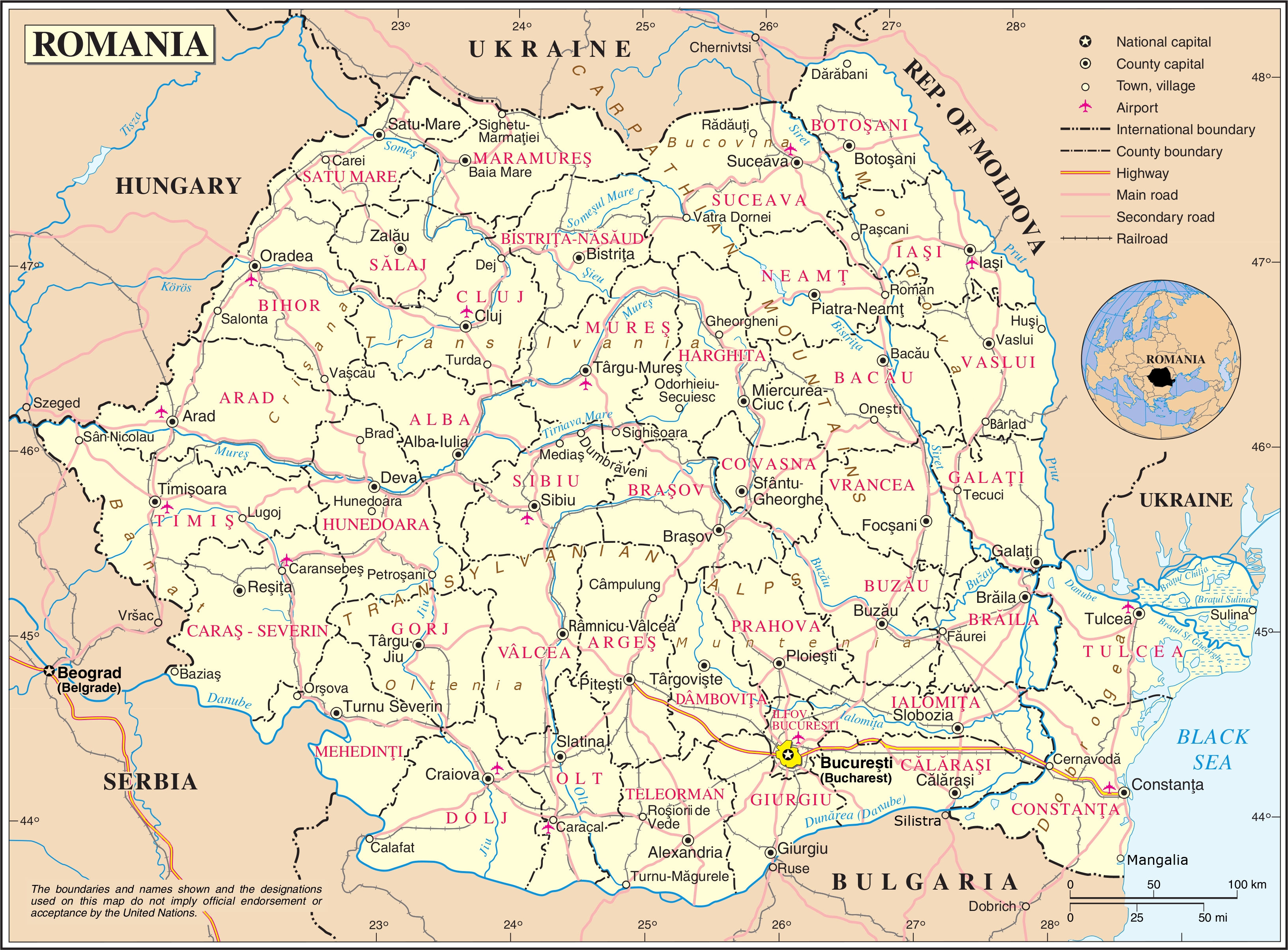
Aktuelle administrative Einteilung Rumäniens

- Bistrița-Năsăud (Bistritz, Beszterce-Naszód)
- Brașov (Kronstadt, Brassó)
- Cluj (Klausenburg, Kolozsvár)
- Covasna (Kovászna)
- Harghita (Szeklerburg, Hargita)
- Hunedoara (Eisenmarkt, Hunyad)
- Mureș (Mieresch, Maros)
- Sibiu (Hermannstadt, Szeben)

sowie Teile der folgenden Kreise:
- Bacău (die Gemeinde Ghimeș-Făget, das Dorf Poiana Sărată im Oituz-Pass, ein Berggebiet mit der Station Poiana Soarelui, sowie die Dörfer Coșnea, Cădărești, Ciugheș und Pajiștea)
- Buzău (ein unbewohntes Berggebiet im südöstlichen Karpatenbogen)
- Caraș-Severin (die Gemeinde Băuțar)
- Maramureș (die Stadt Târgu Lăpuș und deren Umgebung)
- Neamț (die Gemeinden Dămuc, Bicaz-Chei und Bicazu-Ardelean)
- Sălaj (die östliche Hälfte, östlich der Meseș-Berge)
- Suceava (die Dörfer Cârlibaba Nouă und Dornișoara, die Gemeinde Coșna, sowie unbewohntes Berggebiet südwestlich der Goldenen Bistritz und im Quellbereich der Dorna, Neagra Șarului und Neagra)
- Vâlcea (ein kleiner unbewohnter Landstrich nördlich des Lauterbaches)
- Vrancea (ein unbewohntes Berggebiet im südöstlichen Karpatenbogen)

## Geschichte

### Antike bis Völkerwanderungszeit

Die römische Provinz Dacia

Das Gebiet, auf dem das heutige Siebenbürgen liegt, war in der Antike das politische Zentrum des Dakischen Königreichs. Im Jahr 106 n. Chr. wurde dieses vom Römischen Reich unter Trajan erobert und als Provinz Dacia dem Römischen Reich einverleibt. Die Hauptstadt war Ulpia Traiana Sarmizegetusa. Nach dem Abzug der römischen Truppen unter Kaiser Aurelian 272 n. Chr. war die Region bis zum 11. Jahrhundert Durchzugs- und auch Siedlungsgebiet verschiedener Ethnien und Stammesverbände. Nacheinander erschienen hier Goten, Hunnen, Gepiden, Awaren, Bulgaren, Slawen und andere. Ein bekanntes Beispiel für die Archäologie der Völkerwanderungszeit sind die gepidischen Gräber aus Apahida.

### Landnahme der Magyaren
Die Geschichte während des Frühmittelalters bis ca. 900 ist in Siebenbürgen wie fast überall in Europa durch einen Mangel an schriftlichen Quellen und relativ wenige archäologische Funde gekennzeichnet. Ab etwa 895 besiedelten die Ungarn im Zuge ihrer Landnahme das Karpatenbecken und damit auch das Gebiet des heutigen Siebenbürgens (siehe auch: Geschichte Ungarns). Die politische Macht im Karpatenraum fiel den Ungarn im Vergleich zu anderen Landnahmen der Völkerwanderungszeit recht widerstandslos zu, da die dort angetroffenen Bevölkerungsgruppen nur einige schwache Herrschaftsgebilde formten. Vermutlich im Jahre 927 wurden auch die Gebiete südlich des Mieresch von den Ungarn unter der Leitung von Bogát (Stammesverbund Gyula) erobert.
Zur Sicherung der Grenzgebiete wurden Hilfsvölker in diesen angesiedelt. Die wichtigste Gruppe waren die Szekler (Székely; szék = „Stuhl“). Ebenso wurden sog. „Verhauzonen“ angelegt (ungarisch Gyepű). Dieser 10 bis 40 km breite Grenzstreifen wurde absichtlich wüst gelassen und war mit dichtem Gestrüpp bewachsen, um feindlichen Reiterheeren den Zugang zu versperren oder zu erschweren. Die Schwachstellen wurden zusätzlich mit Erdburgen, die Durchgänge durch Tore gesichert.
Die bis zu ihrer Staatsgründung im Jahre 1001 noch in Stammesverbänden lebenden Ungarn praktizierten nicht immer eine einheitliche Politik. Der von den Árpáden geführte Teil der Ungarn orientierte sich nach der Schlacht auf dem Lechfeld bei Augsburg 955 gen Westen, andere – so zum Beispiel die Gyula im Gebiet östlich der Theiß (auch in Siebenbürgen) – eher in Richtung Byzanz.

### Anwerbung deutscher Siedler

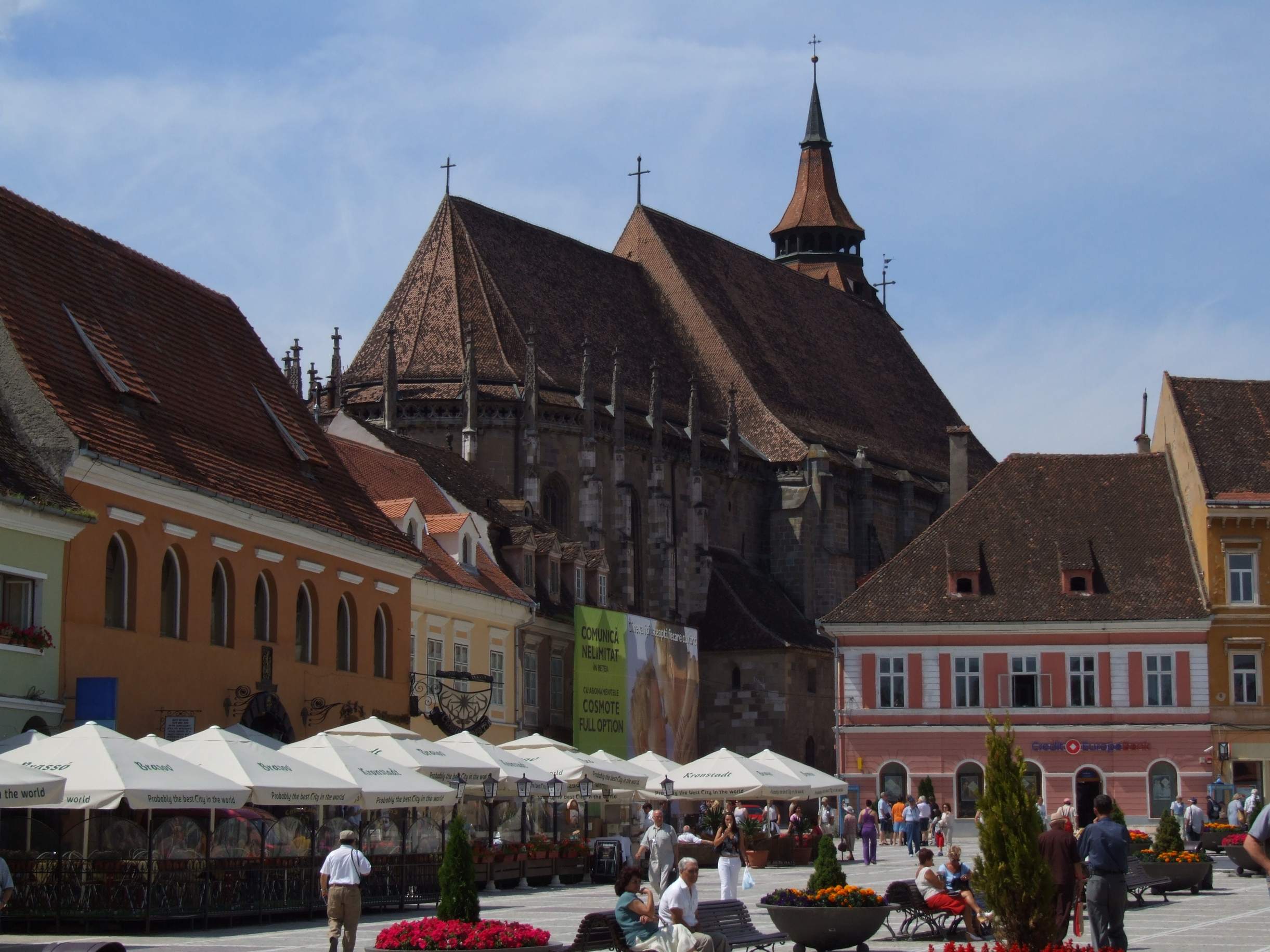
Schwarze Kirche in Kronstadt

Unter König Géza II. (1141–1162) verlegte man die Grenze weiter nach Osten, vom Mieresch an den Alt; das Grenzland wurde nutzbar. Die ungarischsprachigen Szekler wurden ins heutige Szeklerland, im Osten Siebenbürgens, umgesiedelt. Ab etwa 1147 begann die Besiedelung mit deutschen Siedlern, die hauptsächlich aus dem Mittelrhein- und Moselgebiet, Flandern und der Wallonie stammten. Die ersten 13 Orte wurden in der Hermannstädter Gegend gegründet. Die Siedler sollten die Gebiete bevölkern, die Grenzen gegen Einfälle aus dem Osten für Ungarn und Europa sichern und die Wirtschaft beleben.
Im Verlaufe des 12. und 13. Jahrhunderts verstärkte sich die Siedlungstätigkeit durch Binnenkolonisation und wohl auch durch weitere Zuzüge aus dem Maas-Mosel-Raum, Flandern und dem Gebiet der damaligen Erzbistümer Köln, Trier und Lüttich. In Binnenkolonisation wurden das Nösnerland in Nordsiebenbürgen, das Gebiet der Zwei Stühle und das Burzenland erschlossen.
Die Bezeichnung „Sachsen“ (Siebenbürger Sachsen) entstammt vermutlich dem lateinischen Stereotyp jener Zeit Saxones für westliche (überwiegend deutsche) Siedler. Sie übernahmen diese rechtliche Eigenbezeichnung danach selbst.
Die deutschen Bauern und Handwerker genossen mehrheitlich die Privilegien einer Rechtsvergabe des ungarischen Königs Andreas II. von 1224 (Goldener Freibrief, lat. Andreanum, ung. Aranybulla). Dieser Freibrief ist das weitreichendste und am besten ausgearbeitete Statut, welches deutschen Siedlern in Osteuropa je gewährt wurde. Die Sonderrechte galten auf dem sog. Königsboden, welchen sie besiedelt hatten, und wurden ihnen in den folgenden Jahrhunderten immer wieder urkundlich bestätigt und erweitert. Die Siedler gründeten die bis heute wichtigsten Städte Siebenbürgens: Hermannstadt, Kronstadt, Klausenburg, Mühlbach, Schäßburg, Mediasch und Bistritz sowie viele Dörfer und Marktflecken in drei geschlossenen, aber nicht zusammenhängenden Gebieten, insgesamt ca. 270 Ortschaften.

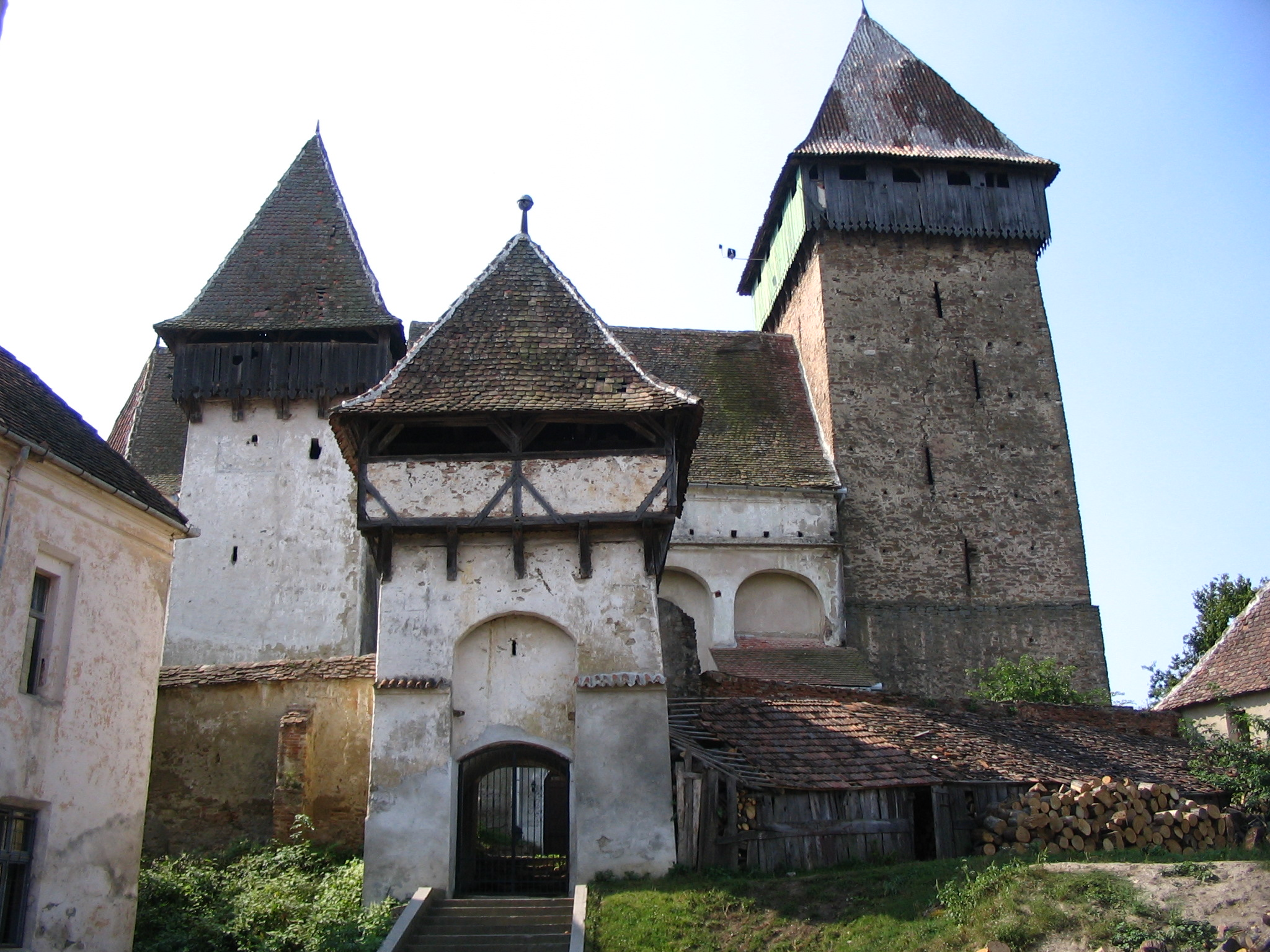
Kirchenburg Jakobsdorf (14. Jahrhundert)

Weitere Einwanderungswellen fanden nach der Gegenreformation statt, da zu dieser Zeit in Siebenbürgen Religionsfreiheit galt. Durch die sogenannte Transmigration kamen Protestanten aus verschiedenen Teilen des damaligen Erzherzogtums Österreich nach Siebenbürgen, die dort als Landler angesiedelt wurden (siehe unten: 18. Jahrhundert). Zwischen 1621/22 und 1767 siedelten sich auch größere Gruppen der aus der radikal-reformatorischen Täuferbewegung kommenden Hutterer in Siebenbürgen an. Ein Zentrum der hutterischen Bewegung in Siebenbürgen bildete dabei die Region um Unterwintz.
Als Beispiel für nicht konfessionell begründete Immigrationen seien die Durlacher genannt. Dabei handelte es sich um auswanderungswillige Menschen aus Teilen der damaligen Markgrafschaft Baden-Durlach, vor allem aus der Gegend von Emmendingen und dem Markgräflerland. Die Auswanderung wurde dabei nur armen und kinderreichen Untertanen erlaubt, jedoch nicht den begüterten. Die Durlacher haben sich damals unter anderem in Mühlbach niedergelassen, woran eine „Durlacher Vorstadt“ und eine „Durlacher Gasse“ erinnerte. Um 1770 wanderten zahlreiche Menschen aus dem Hanauerland nach Siebenbürgen aus. Die letzte große Zuwanderungswelle aus Südwestdeutschland nach Siebenbürgen fand zwischen 1845 und 1848 statt, als 1500 bis 1800 Bürger aus verschiedenen Gemeinden des Königreichs Württemberg emigrierten.
Manche dieser Zuwanderer blieben als kulturell eigenständige Gruppen bestehen und vermischten sich zunächst kaum mit den ansässigen Siebenbürger Sachsen und Ungarn. So erhielten die Durlacher und Hanauer in Mühlbach einen eigenen Vogt, einen eigenen Richter und eine eigene Schule mit Schulmeister.

### Deutscher Orden
Zwischen 1211 und 1225 war auch der Deutsche Ritterorden gegenwärtig, den der ungarische König Andreas II. zum Schutz vor den Kumanen im Burzenland ins Land gerufen hatte. Der Orden besiedelte sein Gebiet mit deutschen Siedlern. Als die Ritter, von Papst und Hochmeister bestärkt, versuchten, einen eigenen Staat zu errichten, wurden sie vertrieben und das Burzenland dem Königsboden angeschlossen.

### Staatsform und Nationen
Die Region Siebenbürgen entwickelte sich als Teil des mittelalterlichen Königreichs Ungarn. Der Adel mit seinen sieben Komitaten bildete eine Ständeversammlung unter der Leitung eines Woiwoden (Vajda). Die beiden anderen Großregionen des Landes waren der Königsboden („Sieben Stühle“: Broos, Mühlbach, Reußmarkt, Leschkirch, Hermannstadt, Schenk, Schäßburg, Reps; später auch die Zwei Stühle Mediasch und Schelk und die Distrikte Nösnerland, Burzenland) sowie die sieben Szeklerstühle.
Die Bewohner des Königsbodens waren mehrheitlich die aus den deutschen Ländern gerufenen Bauern, Handwerker, Händler sowie auch einige Adlige, die jedoch nie eine tragende Rolle spielten und schließlich im Volk aufgingen.
Die Siebenbürger Sachsen auf dem Königsboden genossen de facto eine fast absolute Unabhängigkeit, so hatten sie eine eigene Gerichtsbarkeit (Der Sachsen in Sybenbürgen STATUTA oder Eygenlandrecht) sowie eine eigene politische Vertretung, Nationsuniversität genannt.
Generell gab es im mittelalterlichen Siebenbürgen nur Vertretungen der einzelnen Nationen, die Stände. Diese repräsentierten die Interessen der ungarischen Adligen, der Siebenbürger Sachsen, der Szekler und zunächst auch der Rumänen (Universitas Valachorum). 1437 wurde jedoch im Rahmen der Türkenabwehr die Unio Trium Nationum ausgerufen, welche die Allianz und alleinige politische Berechtigung der Stände der ungarischen Adligen, der Sachsen und der Szekler bekräftigte und die Rumänen somit ausschloss.
Die Vertreter der drei anerkannten Nationen trafen sich auf Landtagen, die fast ausnahmslos in den deutschen Städten stattfanden, und verhandelten dort über das gemeinsame Vorgehen. Die meisten Landtage fanden in Mediasch statt, da es im Zentrum Siebenbürgens liegt und sich von der westlichsten, östlichsten und nördlichsten Ecke des Königsbodens etwa gleich weit entfernt befindet.
Die Rumänen wurden dagegen vom politischen und sozialen Leben ausgeschlossen: Nach 1437 hatten sie keine Vertretung bzw. Mitspracherecht mehr. Verfassungsrechtlich galten sie bis ins 19. Jahrhundert lediglich als geduldet und wurden gezielt ausgegrenzt, zum Beispiel durften sie sich in den deutschen Städten weder niederlassen noch dort Häuser erwerben (wiewohl das auch allen anderen Nationalitäten außer den Sachsen eigentlich verboten war) noch den dortigen Zünften beitreten. So heißt es beispielsweise in einer alten Zunftordnung aus Schäßburg: „eyn gesell soll seyn ehrbar, fromm vnd von teutscher art“. Wer nicht teutsch war, dem blieb im mittelalterlichen Sybenbuergen jeglicher Zugang zum Handel und Wandel der aufstrebenden Sachsenstädte verwehrt, welche damals die einzigen urbanen Zentren bildeten.

### 16. und 17. Jahrhundert

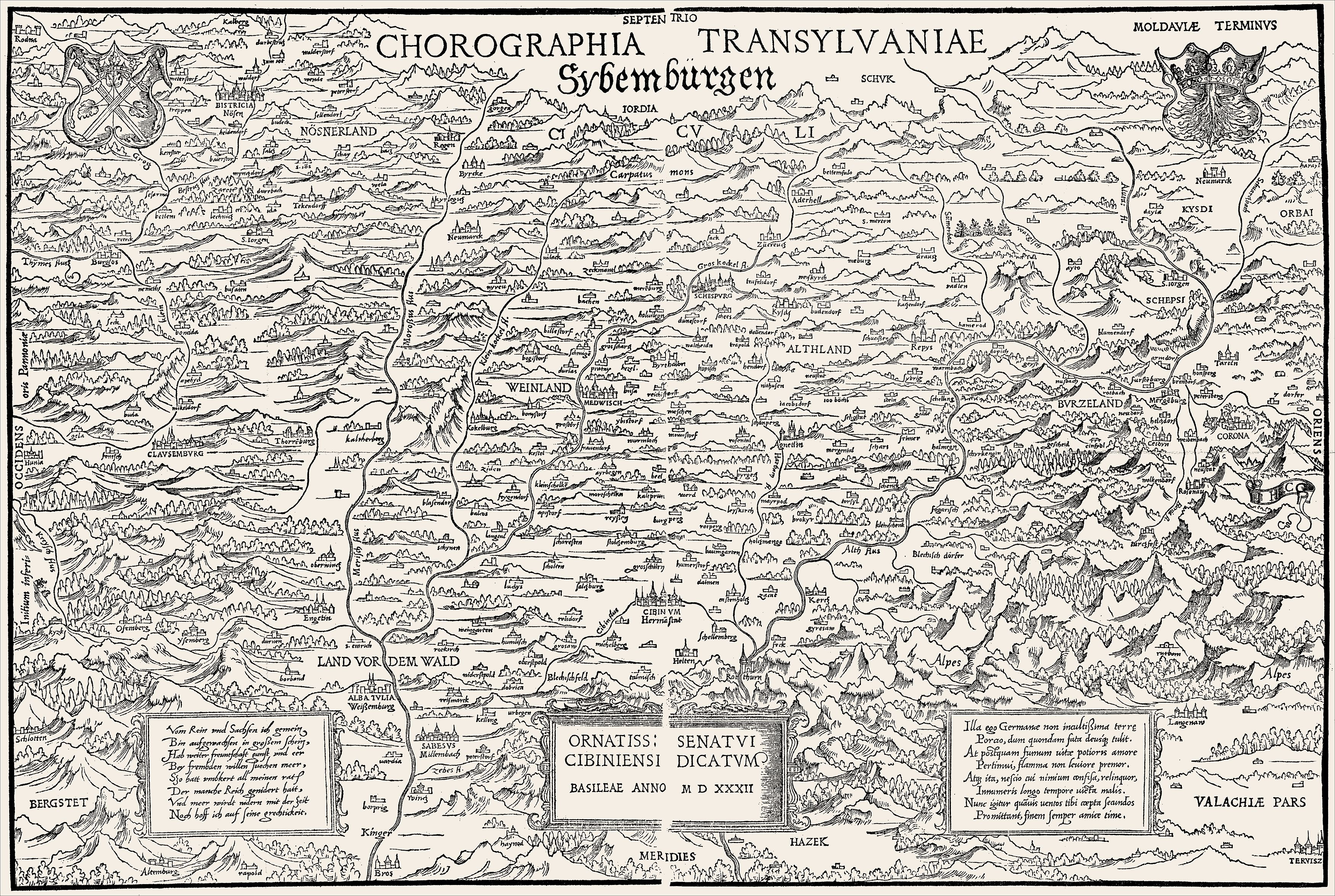
Siebenbürgen auf der Honteruskarte von 1532

Als das ungarische Heer am 29. August 1526 in der Schlacht von Mohács von Süleyman I. vernichtend geschlagen worden war, begann eine fast 200-jährige Phase ständiger Bedrohungen für das Land. Durch das türkische Vordringen in Ungarn (1526–1686) wurde besonders Zentralungarn verwüstet. Mehr als hunderttausend Gefangene wurden dabei ins Osmanische Reich verschleppt.
Ungarn zerbrach schließlich in drei Teile. Der größte Teil Ungarns kam unter türkische Herrschaft, wobei die noch nicht eroberten Gebiete entweder unter habsburgische Herrschaft gerieten (darunter der Westen Oberungarns oder Königliches Ungarn) oder von Ungarn getrennt und als untertäniges Fürstentum Siebenbürgen (ungarisch: Erdélyi Fejedelemség) 1541 unter die Oberhoheit des Osmanischen Reiches gestellt wurden.
Süleyman I. schloss bereits 1528 mit Johann Zápolya einen Friedensvertrag, in dem er auf die Schwächung des Habsburger Reiches durch das spätere Fürstentum Siebenbürgen setzte. Bis Ende des 17. Jahrhunderts blieb Siebenbürgen ein Vasallenstaat der Hohen Pforte. Dies bedeutete innerpolitisch zwar Freiheit, außenpolitisch jedoch türkische Kontrolle, Billigung des durch die Stände (ungarisch rend, Plural rendek) gewählten Fürsten durch die Hohe Pforte sowie jährliche Tributleistungen. Jedoch kam es genau wie vorher zu osmanischen Übergriffen und Plünderungszügen in das Gebiet der Sieben Stühle und auch darüber hinaus, bei denen sich die türkische Truppe der Akıncı als Renner und Brenner betätigten und Verwüstung, Mord und Menschenraub durchführten. Trotz der türkischen Oberhoheit blieb Siebenbürgen weiterhin ein christliches Land, in dem nie auch nur eine einzige Moschee errichtet wurde. Mit dem 1568 vom siebenbürgischen Landtag beschlossenen Edikt von Torda wurde erstmals die Religionsfreiheit verankert und Katholiken, Reformierte, Lutheraner und Unitarier gleichermaßen rechtlich anerkannt.
Während der ersten Hälfte des 16. Jahrhunderts dominierten in Siebenbürgen Hitzeperioden und Dürren, während der zweiten Hälfte starke Niederschläge und Überschwemmungen. Beide gelten als Folgen der Kleinen Eiszeit. Es gab Ernteausfälle, Pestausbrüche, jahrzehntelange Hungersnöte und Heuschreckenplagen.
Das 17. Jahrhundert war für Siebenbürgen als soziales und wirtschaftliches Gebilde eine Zeit großer Umwälzungen und ständiger Bedrohungen von außen und innen. Die ungarischen Magnaten in Siebenbürgen verlegten sich auf die Strategie, sich je nach Situation an die eine oder andere Großmacht anzulehnen und dabei zu versuchen, ihre eigene Unabhängigkeit zu bewahren. Die Báthory-Familie zum Beispiel, die nach dem Tod Johann Sigismund Zápolyas 1571 an die Macht kam, stellte die Fürsten von Siebenbürgen unter osmanischer und kurzzeitig habsburgischer Oberherrschaft bis 1602. Aufgrund der prekären politischen Konstellation unterschieden sich die politisch-militärischen Interessen der siebenbürgischen Fürsten von denen des Königlichen Ungarns in dieser Zeit fundamental. Die Fürsten Gabriel Bethlen und Georg I. Rákóczi führten zum Teil sogar regelrechte Feldzüge gegen die habsburgischen Könige auf dem ungarischen Thron.
Die Fürsten – allen voran Gabriel Báthory – und die Türkeneinfälle quälten das Volk ohne Unterlass. Kriegszüge, Plünderungen und innere Unruhen verwüsteten das Land. Seuchen, Hungersnöte und die türkischen Beutezüge, bei denen jedes Mal tausende Gefangene gemacht wurden, dezimierten die Bevölkerung. Horrende Steuern, Tribute an die Türken, Einquartierung und Versorgung der durchziehenden Heere drangsalierten die Bewohner zusätzlich. Dazu waren die Nationen (siehe Sächsische Nationsuniversität in Siebenbürgen) zerstritten, der Regierungsapparat versank in Korruption und so wurde das Fürstentum zum Spielball der Mächtigen.
Im Jahre 1610 rief Fürst Báthory den Landtag in Hermannstadt ein. Er zog mit einem Heer vor der festen Stadt auf und gelangte durch eine List in den Besitz der Schlüssel für die Stadttore. Daraufhin klagte er die Bürger des Landesverrats an, erpresste ein hohes Lösegeld, ließ die Hauptstadt plündern, die Waffen der Bürger auf dem Großen Ring einsammeln und jagte die Bewohner aus der Stadt. Von Hermannstadt aus begann er einen Raub- und Verwüstungszug durch den Königsboden, der schließlich erst mit seiner Ermordung endete.
Nach dem Sieg über die Osmanen bei der zweiten Wiener Türkenbelagerung von 1683 versuchte Siebenbürgen vergeblich, sich des wachsenden Einflusses Österreichs zu erwehren. Die habsburgische Herrschaft etablierte sich in Etappen: 1686 und 1687 war der vom Osmanischen Reich 1661 eingesetzte Fürst Michael I. Apafi auf Grund des Vordringens der österreichischen Truppen gezwungen, sich mit Habsburg zu arrangieren und in Verträgen mit Kaiser Leopold I. die Oberhoheit des Kaisers in seiner Eigenschaft als König von Ungarn anzuerkennen; 1688 wurde die Vereinbarung vom Siebenbürgischen Landtag bestätigt. 1690 starb Apafi. Am 4. Dezember 1691 wurde das Leopoldinische Diplom erlassen, der Grundvertrag des Landes mit dem Haus Österreich. 1697 entsagte der unter Leopolds I. Vormundschaft seit 1692 als Fürst amtierende 21-jährige Sohn Apafis, Michael II. Apafi, dem Fürstentum gegen eine Entschädigung. 1699 wurde die Zugehörigkeit Siebenbürgens zu Österreich vom Osmanischen Reich im Frieden von Karlowitz anerkannt.

### 18. Jahrhundert

Komitate, Distrikte und Stühle im Großfürstentum Siebenbürgen um 1770

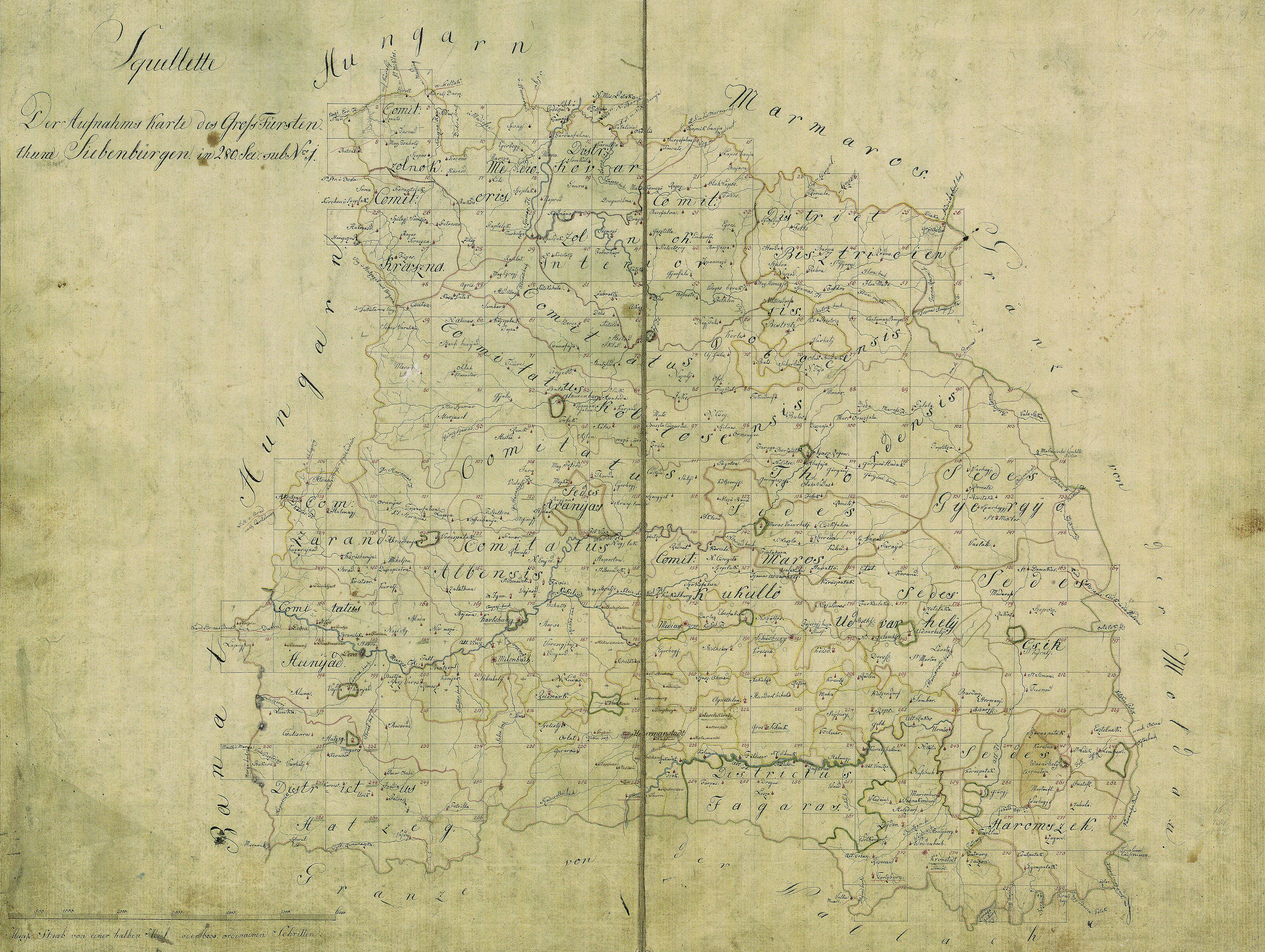
Das Großfürstentum Siebenbürgen in der Josephinischen Landesaufnahme 1769–1773

Mit dem Frieden von Sathmar wurde 1711 die österreichische Kontrolle über ganz Ungarn und Siebenbürgen endgültig hergestellt. Siebenbürgen, das vom Königreich Ungarn eigenständig blieb, wurde nun unter der Aufsicht des Wiener Hofes von so genannten Gubernatoren verwaltet. Die Proklamation des Großfürstentums Siebenbürgen 1765 und die Umwandlung in ein österreichisches Kronland waren Formalakte. Maria Theresia und ihr seit 1765 mitregierender Sohn Joseph II. waren bestrebt, ihr Herrschaftsgebiet einheitlich zu verwalten, und richteten dazu eine Regierung in Wien ein, die sich über bis dahin geltend gemachte Sonderregelungen einzelner Kronländer hinwegsetzte. Durch eine Urkunde Maria Theresias vom 2. November 1775 wurde Siebenbürgen weitgehend autonom und von eigenen Fürsten nach eigenen Gesetzen regiert.
Ab 1733 wurde die Volksgruppe der sogenannten Siebenbürger Landler in Südsiebenbürgen angesiedelt. Sie wurde unter Karl VI. und Maria Theresia nach Siebenbürgen zwangsdeportiert. Da in den österreichischen Erblanden der evangelische Glaube verboten war, einzelne überzeugte Protestantengruppen (Kryptoprotestanten) aus dem landesfürstlichen Salzkammergut, dem Land ob der Enns (dem „Landl“), der Steiermark und Kärnten aber dennoch nicht davon lassen wollten, verbannte man sie in den östlichsten Winkel des Habsburgerreiches. In einem Schreiben der Siebenbürgischen Hofkanzlei heißt es dazu: „Ihro Kayserliche Majestät [gemeint ist Maria Theresia] haben zu Absonderung dieser Leute das Fürstentum Siebenbürgen aus der Ursach bestimmt, weil selbiges zur Abschneidung der Korrespondenz am weitesten entlegen an der Population Mangel leidet …“ In Siebenbürgen, das damals noch an der Militärgrenze zum Osmanischen Reich lag, gab es mit den Siebenbürger Sachsen ohnehin seit alters her Protestanten und es galt allgemeine Toleranz. Darüber hinaus gab es auf Königsboden in den siebenbürgisch-sächsischen Dörfern auch viele verwaiste Hofstellen. Unter der beschönigenden Bezeichnung „Transmigration“ wurden die Landler in mehreren Schüben zwischen 1734 und 1776 in Ulmer Schachteln über die Donau nach Siebenbürgen verbracht.
In dem durch die Türkenkriege verheerten und entvölkerten Unterwald sowie der Hermannstädter Gegend durften sich die sog. „Exulanten“ in mehreren Dörfern inmitten der schon seit Jahrhunderten hier lebenden Siebenbürger Sachsen niederlassen. Nur in den drei Dörfern Neppendorf, Großau und Großpold konnten sie sich jedoch auf Dauer als eigene Gruppierung erhalten.
Die Rumänen stellten inzwischen die Mehrheit der Bevölkerung Siebenbürgens. Politische Rechte besaßen sie nicht. Insbesondere diejenigen unter ihnen, die als Leibeigene unter der Herrschaft ungarischer Adliger auf Komitatsboden lebten, befanden sich zudem in sehr schwierigen wirtschaftlichen Verhältnissen. Die Spannungen entluden sich 1784 in einem großen Bauernaufstand unter Horea. 1791 baten die Rumänen Leopold II. auf dem Landtag zu Klausenburg im Supplex Libellius Valachorum zum wiederholten Male um Aufnahme als vierte staatstragende „Natio“ Siebenbürgens (neben dem ungarischen Adel, den Szeklern und den Siebenbürger Sachsen) und außerdem um weiterreichende politische Anerkennung. Diese Forderungen wurden ihnen jedoch von den drei anderen Nationen im Landtag versagt.

### 19. Jahrhundert

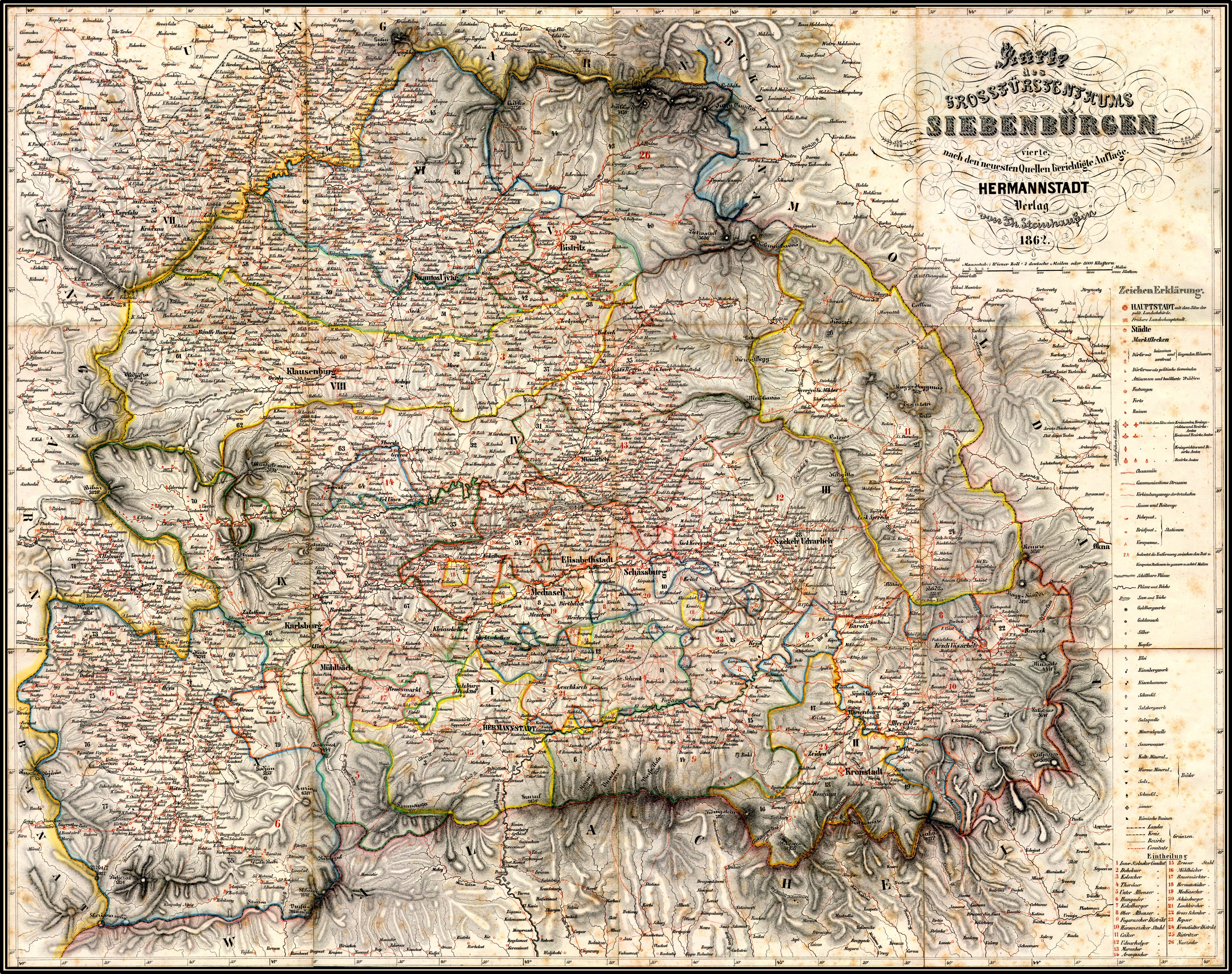
Das Großfürstentum Siebenbürgen im Jahr 1862

Im Rahmen der Revolutionen von 1848 gegen die Habsburger Herrschaft proklamierten die ungarischen Aufständischen unter anderem die Wiedervereinigung Siebenbürgens mit Ungarn, eine Eigenständigkeit des Königreichs Ungarn von Wien, die Abschaffung der Leibeigenschaft und vieles mehr (vgl. Ungarische Revolution 1848/1849 und Rumänische Revolution von 1848). Österreich konnte das ungarische Streben nach Selbstständigkeit jedoch mit russischem Beistand 1849 niederschlagen. Die folgenden fünf Jahre (1849–1854) stand Siebenbürgen unter österreichischer Militärverwaltung. Als eines der wenigen Ergebnisse der Revolution blieb die Abschaffung der Leibeigenschaft im gesamten Reich wie auch in Siebenbürgen in Kraft.

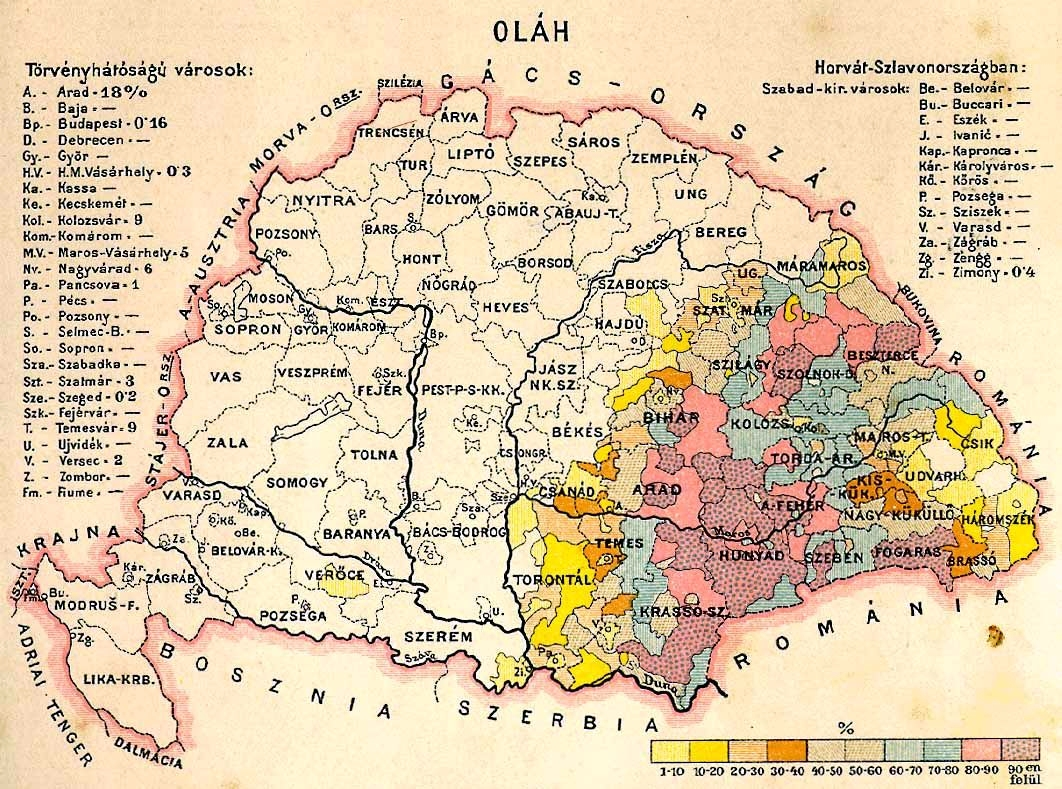
Rumänen in Ungarn. Volkszählung 1890

1866 entschied sich der magyarisch dominierte Landtag (zum Nachteil der anderen Nationalitäten) für die Union mit Ungarn, die (in Hinblick auf die Ausgleichsverhandlungen des Wiener Hofes mit Ungarn) mit königlichem Reskript vom Januar 1867 vollzogen wurde; damit war der autonome Status Siebenbürgens, der mehr als 700 Jahre bestanden hatte, aufgehoben. Mit diesem Akt wurden die Selbstverwaltung der Siebenbürger Sachsen, die Nationsuniversität und die damit verbundenen alten Rechte abgeschafft, der Königsboden wurde aufgehoben. Gleiches galt für die besonderen Rechte der Szekler.
Im Februar und März 1867 kam es zum Ausgleich und damit zur Etablierung der Doppelmonarchie Österreich-Ungarn. Siebenbürgen wurde als Bestandteil der ungarischen Reichshälfte bestätigt.
Im nun innenpolitisch selbstständigen Ungarn war das ungarische Staatsvolk jedoch eine (wenn auch große) Minderheit, so dass die königliche Regierung in Budapest das Zerbrechen der staatlichen Integrität befürchtete und die ausschließliche Verwendung der ungarischen Sprache im gesamten öffentlichen Leben festschrieb, was zu Konflikten mit den nichtungarischen Teilen der Bevölkerung führte. Die Siebenbürger Sachsen waren jedoch in der Lage, sich durch ihre konfessionellen Schulen sowie eine Vielzahl von Vereinen und Stiftungen – besonders die Stiftung Nationsuniversität – diesen Zwängen weitestgehend zu entziehen. Andere Volksgruppen wie die Sathmarer Schwaben waren in dieser Hinsicht weit weniger erfolgreich. Die Rumänen leisteten aufgrund ihrer großen Anzahl und der Nähe zum Königreich Rumänien gegen die Magyarisierung Widerstand und sahen sich von den regierenden Ungarn systematisch und auf vielen Ebenen benachteiligt.

### 20. und 21. Jahrhundert

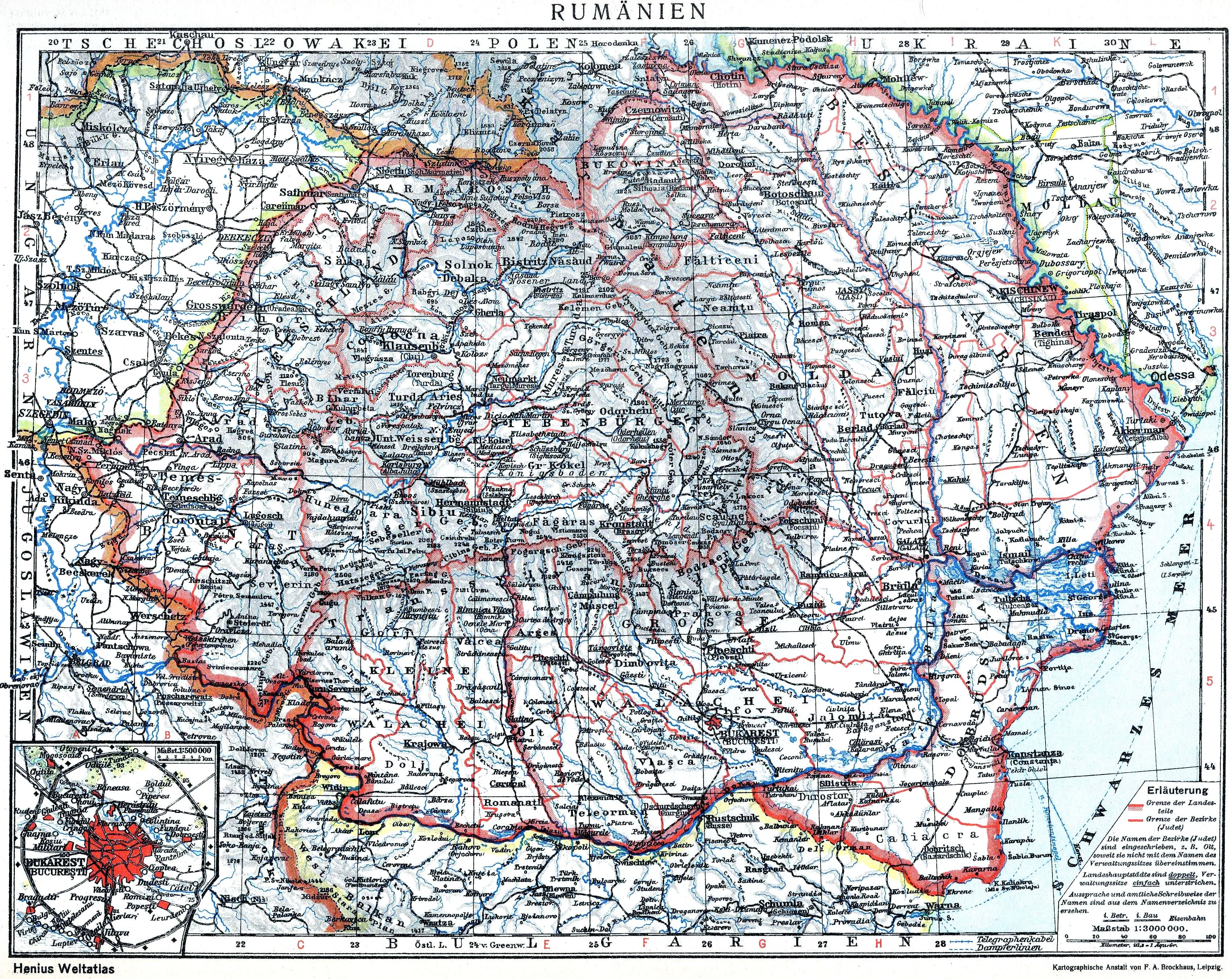
Historische Regionen Rumäniens (1926)

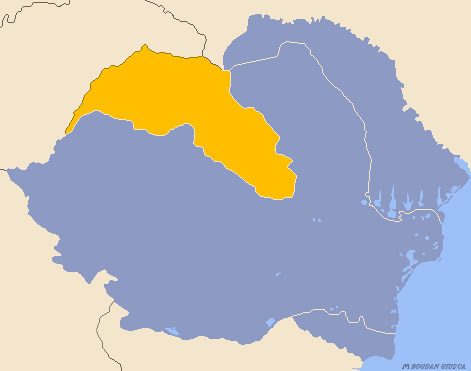
Nordsiebenbürgen, zwischenzeitlich an Ungarn zurückgegeben

1907 wurde in Sărmășel (heute eine Katastralgemeinde der Kleinstadt Sărmașu) beim Salzschürfen Erdgas entdeckt, und 1909 wurden die ersten Bohrtürme zur Erdgasförderung aufgestellt. In den Jahren danach wurden weitere Gasfelder um Mediaș herum angebohrt und 1914 die erste Erdgasleitung in Europa in Betrieb genommen. Zwecks effizienter Prospektion und Förderung des Methangases in Siebenbürgen wurde 1915 ein Abkommen zwischen dem Finanzministerium Ungarns und der Deutschen Bank unterzeichnet, aufgrund dessen dann die Ungarische Methangas-Gesellschaft gegründet wurde. Die Erdgasvorkommen führten zur rasanten Industrieentwicklung von Mediaș und Copșa Mică, in deren Umgebung sich die meisten Erdgas-Sonden befanden. Das Methangas wurde als Rohstoff in der Glasherstellung und der chemischen Industrie eingesetzt; es diente auch zur Beleuchtung und als Kraftstoff für Motoren.
Nach der Niederlage Österreich-Ungarns im Ersten Weltkrieg versammelten sich am 1. Dezember 1918 etwa 100.000 Rumänen in Alba Iulia (Karlsburg) und proklamierten die Vereinigung aller Rumänen aus Siebenbürgen, dem Banat, dem Kreischgebiet und der Maramureș mit dem rumänischen Altreich. Einige dieser Regionen wurden zu über 90 Prozent von Ungarn bewohnt (zum Beispiel Szeklerland, Partium mit Großwardein, die Region Sathmar), andere mehrheitlich von Siebenbürger Sachsen (hier zum Beispiel Hermannstädter Gegend, Weinland um Mediaș, Burzenland, Nösnerland).
Die Siebenbürger Sachsen begrüßten in der Mediașer Anschlusserklärung im Februar 1919 die in Alba Iulia gefassten Beschlüsse, in denen den Siebenbürger Sachsen umfangreiche Minderheitenrechte zugesichert wurden, und den Anschluss an Rumänien. Auf dem Sachsentag in Schäßburg wurden die Erwartungen an den neuen rumänischen Einheitsstaat formuliert, der diese jedoch weitgehend enttäuschte.
Die Übernahme Siebenbürgens durch Rumänien wurde 1920 im Vertrag von Trianon festgeschrieben. Die rumänische Verwaltung agierte nun überall im Lande nach der Logik eines zentral geleiteten Nationalstaates, ebenso wie zuvor der ungarische Staat. Das auf Partikularismus basierende Selbstverständnis der vielen Siebenbürger Ethnien (Rumänen, Szekler, Siebenbürger Sachsen, Armenier, Juden) wurde dadurch stark beeinträchtigt. Zwar wurden den Minderheiten theoretisch weitergehende Rechte eingeräumt als während der ungarischen Herrschaft; diese fanden in der Praxis jedoch nicht immer Anwendung.
Die Volksgruppen, die jahrhundertelang politisch, wirtschaftlich und kulturell dominiert hatten, verloren nun zugunsten der rumänischen Mehrheitsbevölkerung ihre historische Vormachtstellung. Die Maßnahmen (u. a. Enteignungen, Konfiszierungen, Entlassungen, Diskriminierung und das Auflösen von bzw. Herausdrängen aus Institutionen) durch den rumänischen Staat und Übergriffe gegen die ungarische Bevölkerungsgruppe zielten auf eine totale Kontrolle über Siebenbürgen. Die Betroffenen nahmen diese Politik als Affront, Unrecht und Marginalisierungs- bzw. Assimilierungsversuch wahr.
Die Situation veranlasste nicht wenige Magyaren, in den neuen, kleineren ungarischen Staat auszuwandern. Gleichzeitig fand in der Zwischenkriegszeit eine gezielte Ansiedlung ethnischer Rumänen aus dem Altreich (Regat) in Siebenbürgen statt. Diese Politik wurde nach dem Zweiten Weltkrieg massiv fortgesetzt und führte in fast allen Kreisen Siebenbürgens zur Umkehrung der alten Mehrheitsverhältnisse in vormals mehrheitlich ungarisch oder deutsch bevölkerten Regionen zu Gunsten ethnischer Rumänen. Ausnahmen bilden bis heute die Szeklerkreise Harghita und Covasna, in denen die ethnischen Ungarn noch über drei Viertel der Bevölkerung stellen.
Während des Zweiten Weltkrieges wurde 1940 im so genannten Zweiten Wiener Schiedsspruch unter der Regie des Deutschen Reiches ein sichelförmiger Abschnitt längs der Nord- und Nordostgrenze Siebenbürgens, in dem etwa gleich viele Ungarn und Rumänen lebten, an Ungarn übertragen. Das überwiegend von Rumänen und Siebenbürger Sachsen bewohnte südliche Siebenbürgen verblieb bei Rumänien. Anlässlich der Teilung fanden auch Bevölkerungsbewegungen statt. Ende 1944 kam das abgetretene Territorium – nach dem Seitenwechsel Rumäniens zur Sowjetunion – wieder unter rumänische Kontrolle. Die meisten Siebenbürger Sachsen aus Nord-Siebenbürgen flüchteten nach dem Kollabieren der deutschen Front nach Österreich oder Deutschland. Es kam von Kriegsende 1945 an in ganz Siebenbürgen zu Übergriffen gegen die deutsche und die ungarische Bevölkerung, die mehrere Jahre anhielten.
Die im Vertrag von Paris 1947 festgelegten Grenzen waren hinsichtlich Siebenbürgens und Nordwest-Rumäniens identisch mit denen von 1920. Die große Mehrheit der Siebenbürger Sachsen wanderte seit den 1970er Jahren und in einem großen Schub ab 1990 vor allem nach Deutschland aus, aber auch nach Österreich.
Ab 1989 ist das Demokratische Forum der Deutschen in Rumänien (DFDR) politisch aktiv und konnte, primär auf kommunaler Ebene, einige Erfolge erzielen. Von Dezember 2014 bis Februar 2025 war der Siebenbürger Sachse Klaus Johannis, ein Mitglied des DFDR, Präsident Rumäniens.

### Wappen
Blasonierung des Wappens:
Der Schild, geteilt durch einen schmalen roten Querbalken, oben in Blau ein wachsender schwarzer Adler mit goldenem Schnabel und roter Zunge, begleitet von einer goldenen Sonne und silbernem Mond, unten in Gold sieben Türme (4:3) gestellt. Auf dem Wappenschild der Großfürstenhut.
Die Bestandteile dieses Wappens bilden zugleich die Siegel und Wappen der drei ständischen Nationen Siebenbürgens, nämlich die Magyaren, die Szekler und die Siebenbürger Sachsen.
Das Wappen von Siebenbürgen besteht aus einem Schild, welches durch einen roten, horizontalen Balken in zwei gleich große Felder unterteilt ist. Im oberen Feld befindet sich ein schwarzer Adler auf blauem Hintergrund. Er repräsentiert die Magyaren (Ungarische Nation). Links und rechts des Adlers befinden sich ein weißer Mond und eine gelbe Sonne, welche die Szekler (Szekler Nation) symbolisieren. Im unteren Feld des Schildes befinden sich sieben rote Burgen auf gelbem Hintergrund, welche die Siebenbürger Sachsen repräsentieren (Sächsische Nation).
Auffallend bei diesem Wappen ist, dass es nicht für alle Ethnien Siebenbürgens ein Symbol enthält. Als Beispiel waren die Rumänen Siebenbürgens trotz ihrer nicht vernachlässigbaren Anzahl im rechtlichen Sinne keine ständische Nation und hatten also nicht das Recht, ein Siegel zu besitzen. Die Rumänen und die verschiedenen ethnischen Minderheiten Siebenbürgens (u. a. Armenier, Juden, Roma) besaßen zu der Zeit keine politischen Rechte.

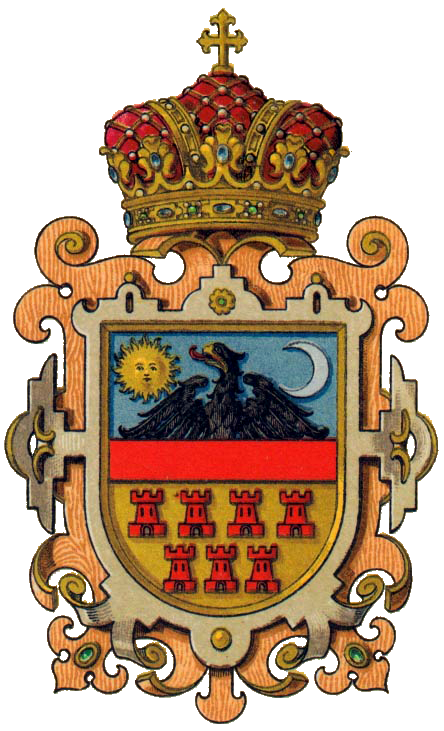
Wappen des Großfürstentums Siebenbürgen von 1765 bis 1867
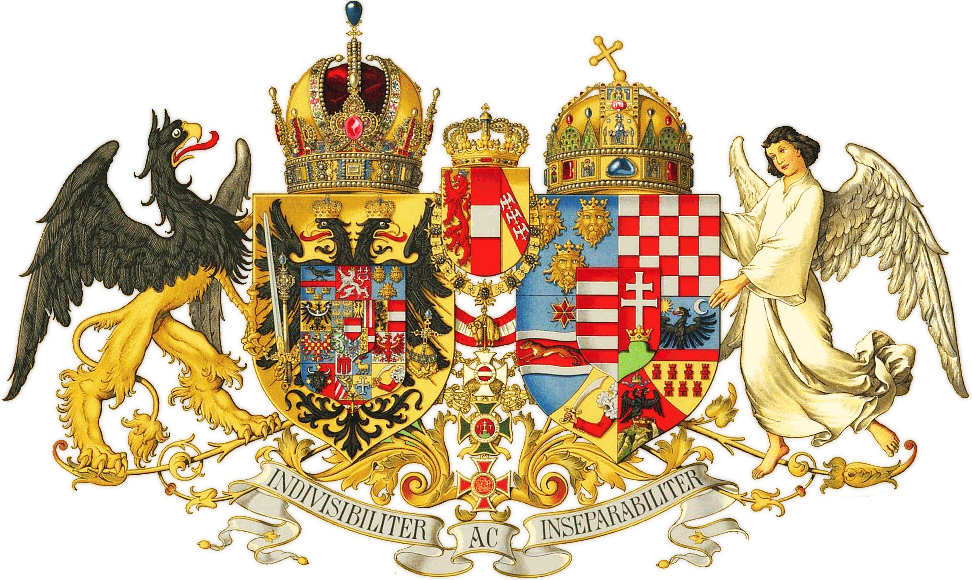
Als Teil des Wappens von Österreich-Ungarn von 1857 bis 1919
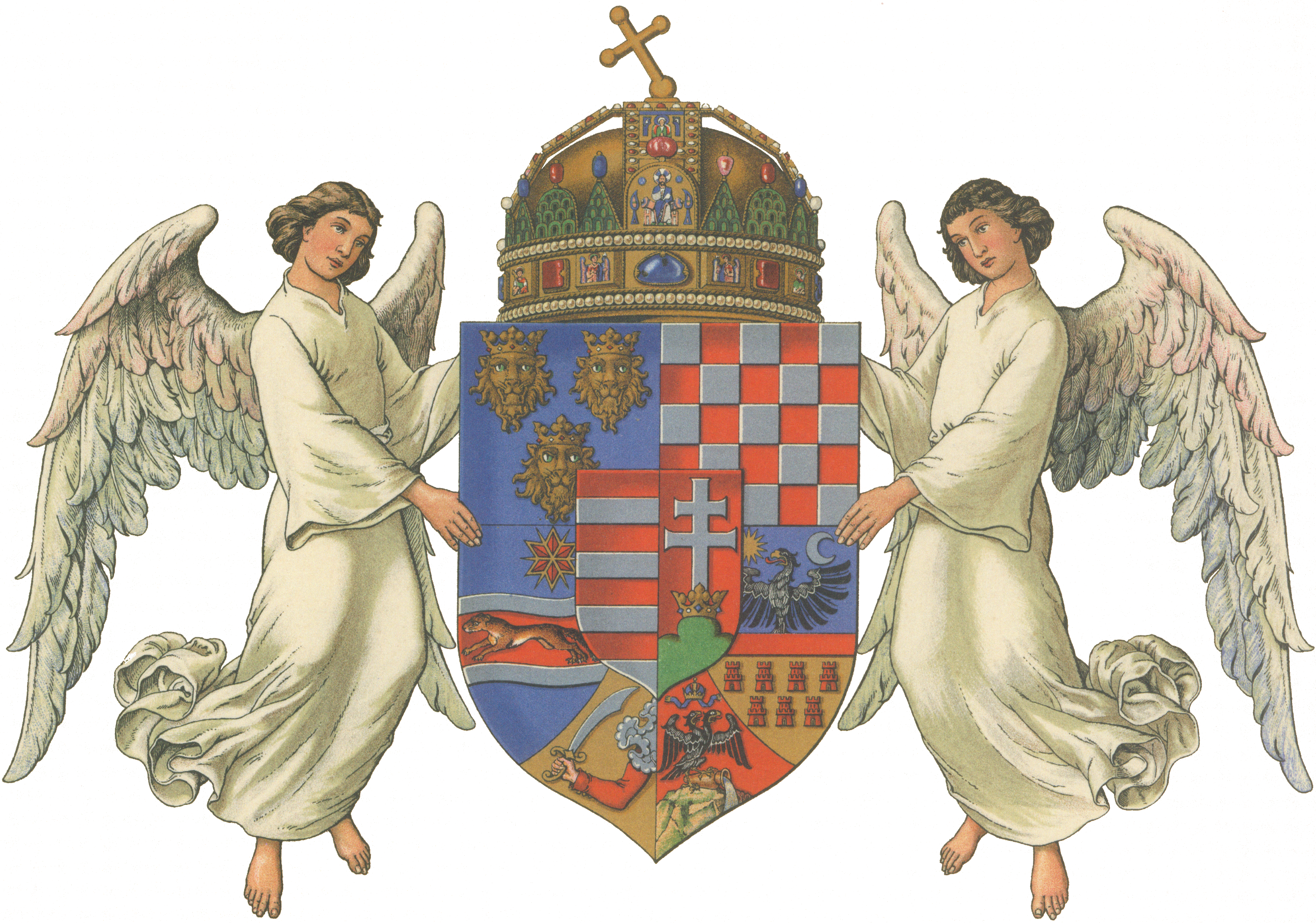
Als Teil des Wappens vom Königreich Ungarn von 1867 bis 1918
Als Teil des Wappens vom Königreich Rumänien von 1922 bis 1948
Als Teil des Wappens von Rumänien von 1989 bis jetzt

## Bevölkerung

### Volksgruppen
Um 1930 hatte Siebenbürgen, im engeren Sinne, ca. 2,7 Millionen Einwohner. Davon waren 56,4 Prozent Rumänen, 23 Prozent Magyaren in Rumänien (Ungarn) und 9,4 Prozent Deutsche. Als weitere Minderheiten sind noch Roma, Ukrainer, Serben, Kroaten, Slowaken, Armenier und Juden erwähnenswert. Die letzten beiden Gruppen sind jedoch heutzutage beinahe völlig verschwunden.
| Jahr | Total     | Rumänen | Ungarn | Deutsche | Roma  | Ukrainer | Serben | Slowaken |
| ---- | --------- | ------- | ------ | -------- | ----- | -------- | ------ | -------- |
| 1869 | 4.224.436 | 59,0 %  | 24,9 % | 11,9 %   | 1,3 % | 0,4 %    | 1,1 %  | 0,5 %    |
| 1880 | 4.032.851 | 57,0 %  | 25,9 % | 12,5 %   | 1,5 % | 0,3 %    | 1,3 %  | 0,6 %    |
| 1890 | 4.429.564 | 56,0 %  | 27,1 % | 12,5 %   | 1,4 % | 0,3 %    | 1,1 %  | 0,6 %    |
| 1900 | 4.840.722 | 55,2 %  | 29,4 % | 11,9 %   | 0,6 % | 0,4 %    | 1,0 %  | 0,6 %    |
| 1910 | 5.262.495 | 53,8 %  | 31,6 % | 10,7 %   | 1,2 % | 0,4 %    | 1,0 %  | 0,6 %    |
| 1919 | 5.259.918 | 57,1 %  | 26,5 % | 09,8 %   | –     | –        | –      | –        |
| 1920 | 5.208.345 | 57,3 %  | 25,5 % | 10,6 %   | –     | –        | –      | –        |
| 1930 | 5.114.214 | 58,3 %  | 26,7 % | 09,7 %   | 0,8 % | 0,4 %    | 0,8 %  | 0,7 %    |
| 1941 | 5.548.363 | 55,9 %  | 29,5 % | 09,0 %   | –     | –        | –      | –        |
| 1948 | 5.761.127 | 65,1 %  | 25,7 % | 05,8 %   | –     | –        | –      | –        |
| 1956 | 6.232.312 | 65,5 %  | 25,9 % | 06,0 %   | 0,6 % | 0,5 %    | 0,7 %  | 0,3 %    |
| 1966 | 6.736.046 | 68,0 %  | 24,2 % | 05,6 %   | 0,5 % | 0,5 %    | 0,6 %  | 0,3 %    |
| 1977 | 7.500.229 | 69,4 %  | 22,6 % | 04,6 %   | 1,6 % | 0,6 %    | 0,4 %  | 0,3 %    |
| 1992 | 7.723.313 | 75,3 %  | 21,0 % | 01,2 %   | 1,1 % | 0,6 %    | 0,4 %  | 0,2 %    |
| 2011 | 6.789.250 | 70,6 %  | 17,9 % | 00,4 %   | 3,9 % | 0,6 %    | –      | –        |

Bei der Volkszählung 2002 hatte Siebenbürgen eine Einwohnerzahl von 7.221.733, davon 74,69 Prozent Rumänen, 19,60 Prozent Ungarn, 3,39 Prozent Roma und 0,73 Prozent Deutsche (ca. 60.000).
Von den etwa 60.000 Deutschen in Rumänien stellen die Siebenbürger Sachsen heute nur noch ca. 14.000. Ihre Auswanderung ist zwar inzwischen verebbt, jedoch ist die verbliebene deutsche Bevölkerung so stark überaltert, dass ihre Zahl durch hohe Sterbeüberschüsse immer weiter schrumpft.

### Religion
Diese Glaubensrichtungen sind hauptsächlich in Siebenbürgen vertreten:
- Rumänisch-Orthodoxe Kirche
- Rumänische griechisch-katholische Kirche
- Römisch-katholische Kirche in Rumänien (Liste der römisch-katholischen Bischöfe von Siebenbürgen)
- Protestantische Kirchen:
  - Calvinisten/Reformierte (Ungarn), Reformierte Kirche in Rumänien
  - Lutheraner (Ungarn, Deutsche und Slowaken), Evangelisch-Lutherische Kirche in Rumänien (vor allem ungarischsprachig) und Evangelische Kirche Augsburgischen Bekenntnisses (deutschsprachig). Die deutschsprachigen Lutheraner werden mit dem auch in Österreich üblichen Begriff Evangelische Kirche Augsburgischen Bekenntnisses bezeichnet.
  - Unitarier (Ungarn/Szekler), Unitarische Kirche Siebenbürgen

Die meisten Angehörigen der protestantischen und der katholischen Kirchen sind deutscher bzw. ungarischer Abstammung. Es existieren zudem einige kleine jüdische Gemeinden. Stark vertreten sind zudem diverse Freikirchen, wie die Pfingstbewegung, die Baptisten, die Adventisten und die Zeugen Jehovas, die von den anderen Gruppen pauschal als „Bekehrte“ (rumänisch: pocăiți) bezeichnet werden und durch Unterstützung aus Deutschland und den USA seit dem Ende des Kommunismus starken Zuwachs verzeichnen. Die radikal-reformatorischen Hutterer sowie die aus dem Unitarismus entstandenen Sabbatarier sind heute nicht mehr in Siebenbürgen vertreten.
Die wichtigsten Wallfahrtsorte in Siebenbürgen sind Șumuleu Ciuc (ungarisch Csíksomlyó, Franziskanerkloster), Nicula (Basilianerkloster, seit 1948 von der rumänisch-orthodoxen Kirche benutzt) und das Kloster Sâmbăta de Sus (rumänisch-orthodox).

## Orgeln

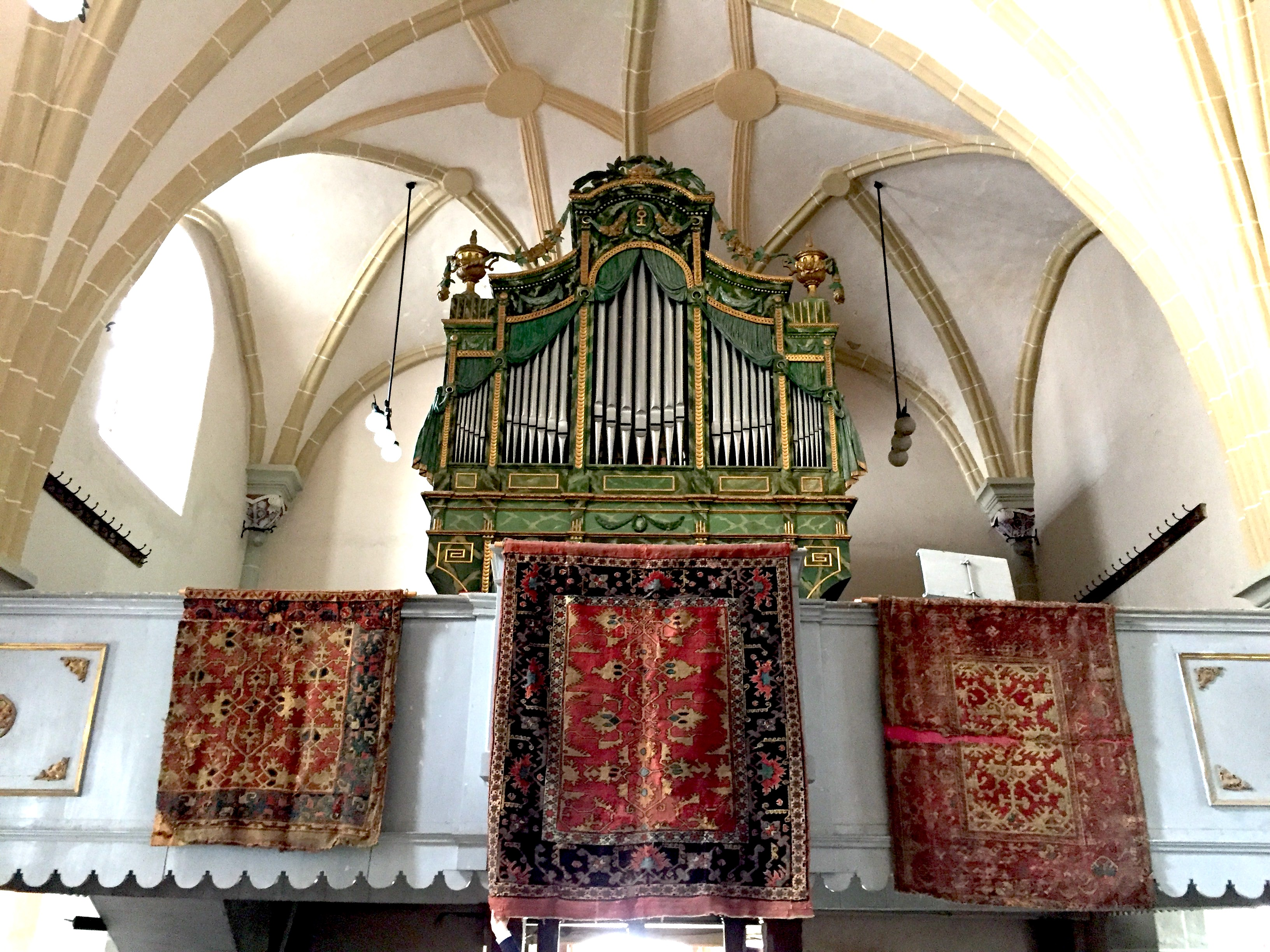
Orgelempore der Kirchenburg von Honigberg, Kreis Brașov, erbaut von Johannes Prause, renoviert 2006. Die in Siebenbürgen häufige, aber in Europa ungewöhnliche Präsentation von Orientteppichen, selbst in gotischen Kirchen, ist ein Erbe des 15.–17. Jahrhunderts, als ihr Handel nach Mitteleuropa über Siebenbürgen verlief. Siebenbürger Teppiche gehören hier oft zum Kirchenschatz.

In den Kirchen Siebenbürgens haben sich mehr als 1500 Orgeln erhalten, vom kleinen Orgelpositiv bis hin zu repräsentativen Instrumenten mit mehreren tausend Pfeifen. Vor allem in den evangelisch-lutherischen Kirchen der Sachsen, doch auch im Gottesdienst der reformierten Kirche spielte der instrumental begleitete Gemeindegesang eine wichtige Rolle. Über Jahrhunderte hinweg bestand in Siebenbürgen eine lebendige Orgelbau-Tradition. Im 19. und frühen 20. Jahrhundert existierte eine Reihe regionaler Orgelwerkstätten. Nach 1945 kam der Orgelbau im kommunistisch beherrschten Rumänien fast völlig zum Erliegen. Um den Erhalt und die Restaurierung der Siebenbürger Orgeln hat sich der Orgelbauer Hermann Binder verdient gemacht. 2007 wurde auf Initiative der Schweizer Orgelbauerin Barbara Dutli in Honigberg eine Orgelwerkstatt gegründet, die nach und nach erhaltene Orgeln restauriert und Orgelbauer ausbildet.
In einigen Stadtkirchen wie der Schwarzen Kirche in Brașov oder der Margarethenkirche in Mediaș können die restaurierten und gut erhaltenen Orgeln regelmäßig erklingen. Dagegen sind in kleineren Dorfkirchen die Orgeln oft nicht mehr spielbar: Aufgrund der Auswanderung der siebenbürgisch-sächsischen Gemeinden nach 1990 sind viele kleinere Dorfkirchen verwaist. Die Temperaturunterschiede in den ungeheizten Gebäuden, Nagetierbefall und mangelnde Wartung gefährden den Erhalt der Orgeln. Manche von ihnen wurden deshalb an zentrale Orte – wie die Kirchen größerer Städte – verbracht. Teils restauriert, sind sie dort wieder spielbar, teils werden sie nur museal aufbewahrt. Berühmt sind die Orgeln der Schwarzen Kirche in Kronstadt, sowie die barocke Orgel der Margarethenkirche von Mediasch, erbaut 1755 von Johannes Hahn. Zu den großen Orgelbauern gehören Johannes Prause (1755–1800) und Samuel Joseph Maetz (1760–1826). Wilhelm Georg Berger schrieb bedeutende Orgelwerke.

## Küche

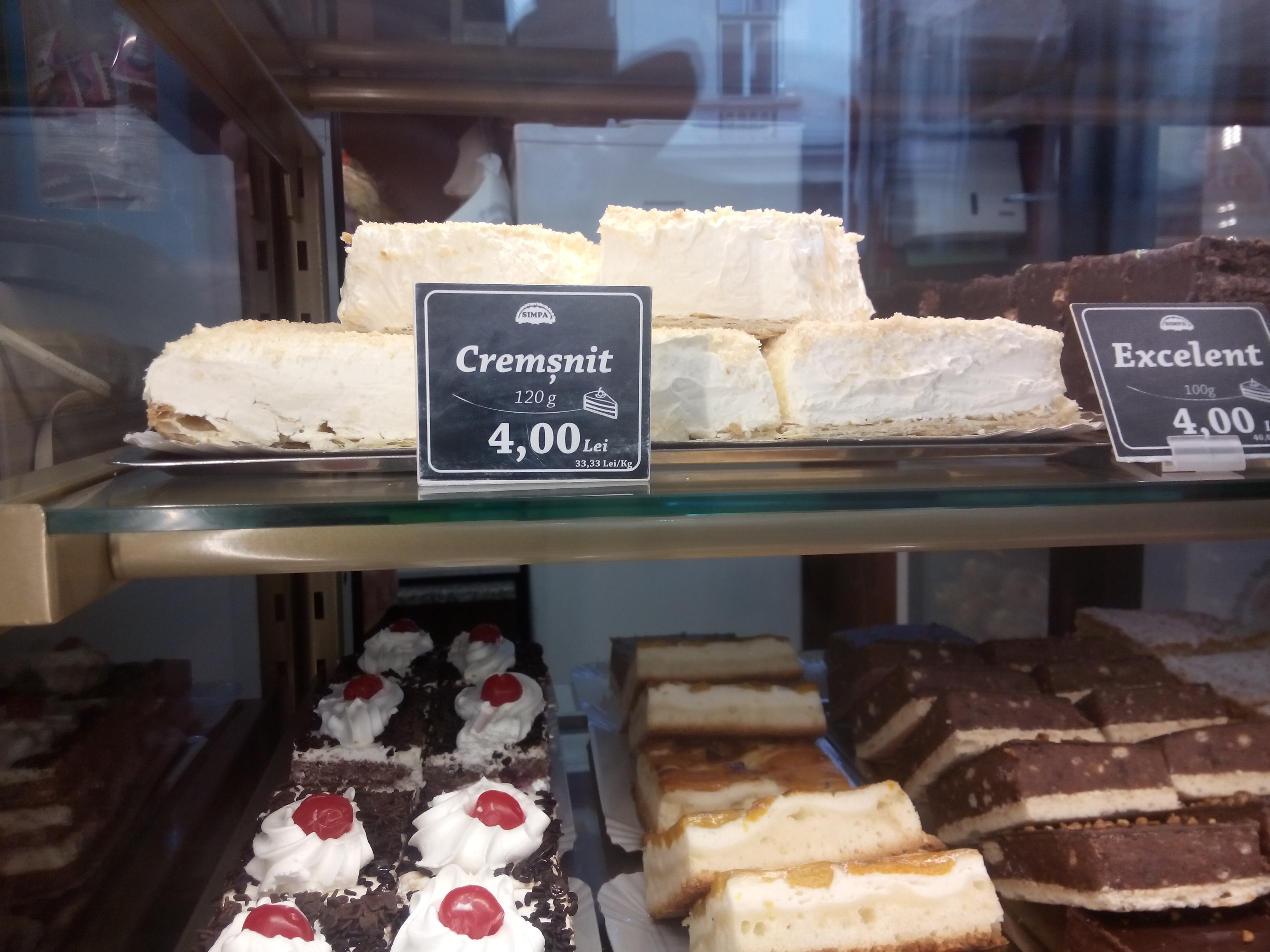
Kuchentheke einer Bäckerei in Hermannstadt (Sibiu)

Ein Grundnahrungsmittel der siebenbürgischen Küche ist der Mais, der vor allem in den ländlichen Gebieten als aus Maismehl gekochter Brei (Palukes, Polenta, Mămăligă) zu vielen Gelegenheiten und allen Tageszeiten gegessen wird, teilweise mit Milch, als Auflauf mit Schafskäse oder als Beilage zu Fleisch, Kraut oder Gulasch.
Ein weiteres wichtiges Nahrungsmittel ist die Kartoffel, die vornehmlich als Pellkartoffel, gekocht als Sterz, gebraten als Bratkartoffeln oder Kartoffelpüree bereitet wird.
Auch typisch für die siebenbürgische Küche ist ein dunkles, schweres Graubrot, das lange geknetet werden muss, äußerst sättigend ist und manchmal mit Kartoffeln angereichert wird. Es wird in großen, schweren Laiben gebacken (ab zwei Kilogramm, traditionell meist noch größer) und häufig als Schmalzbrot mit Salz, Pfeffer und (Frühlings-)Zwiebeln gegessen.
Originär unterscheiden sich die Küchen der drei alten Volksgruppen erheblich, haben sich über die Zeit aber in Teilen angeglichen. Kennzeichnend für die rumänisch-siebenbürgische Küche sind beispielsweise saure Suppen (Ciorbă), für die Ungarn scharfe Würzen mit Paprika und Kümmel und für die Siebenbürger Sachsen Fleischsuppen mit Fruchteinlage (Pflaumensuppe, Weinbeerensuppe, Rhabarbersuppe etc.) und Mehlspeisen.

## Flora, Fauna und Landschaft
Siebenbürgen weist eine sehr große biologische Vielfalt auf. Speziell die Kulturlandschaften, auf denen traditionelle kleinskalige Landwirtschaft betrieben wird, gehören zu den artenreichsten Gebieten in Europa. Besonders die extensiv genutzten Weiden und Heumahden sind reich an Insekten und Amphibien sowie an typischen Wiesenvögeln. Weiden und Laubwälder dominieren das Landschaftsbild. Wie in weiten Teilen Siebenbürgens haben die Auswanderungswelle der deutschsprachigen Minderheit und der gesellschaftliche Umbruch nach der Wende zu Flächenstilllegungen geführt. Auch dadurch könnten diese traditionelle Kulturlandschaft und ihre einzigartige Biodiversität verloren gehen, wenn die Landnutzung intensiviert wird.
Die Landschaftsvielfalt Siebenbürgens ist europaweit einzigartig: hier gibt es ein Zusammenspiel von extensiv bewirtschafteten Flächen, „intakten“ Dörfern und traditioneller Landwirtschaft, wie es in anderen Teilen Europas im 19. Jahrhundert existierte. Neben den reichen Blumenwiesen kommen auch Wölfe und Bären in den relativ niedrigen Regionen Siebenbürgens vor.

### Naturschutz und nachhaltige Entwicklung
Der Bau von Straßen und eine Intensivierung der Landwirtschaft werden auch in Transsilvanien mit EU-Agrarsubventionen gefördert und stellen eine Gefahr für zahlreiche Arten dar, speziell für Amphibien. Straßen haben nach wissenschaftlichen Studien den größten Einfluss auf ihre Populationen. Andere Faktoren wie Größe der Teiche, Siedlungen, Ackerland, Weideland, Wald oder Feuchtgebiete wirkten sich deutlich geringer aus.
Der Erhalt des traditionellen, extensiven Landmanagements wird von einigen Wissenschaftlern als der Schlüsselfaktor zum Schutz der hohen Artenvielfalt angesehen. Eine zunehmend intensivere Landnutzungen und das Wachsen der Infrastruktur wird eine Zerstückelung der Landschaft und aus ökologischer Sicht einen generellen Qualitätsverlust der verbliebenen Lebensräume zur Folge haben.

## Persönlichkeiten

### Schriftsteller
Nach Geburtsjahr geordnet
- Petrus Mederus (1602–1678), Dichter und Geistlicher
- Ion Budai-Deleanu (1760–1820), Schriftsteller, Historiker
- Ferenc Kölcsey (1790–1838), Dichter und Verfasser der ungarischen Nationalhymne
- Zsigmond Kemény (1814–1875), ungarischer Schriftsteller und Journalist.
- János Arany (1817–1882), Dichter
- Ioan Slavici (1848–1925), Schriftsteller
- George Coșbuc (1866–1918), Schriftsteller, Dichter
- Miklós Bánffy (1873–1950), Schriftsteller und Politiker
- Endre Ady (1877–1919), Dichter
- Octavian Goga (1881–1938), Dichter, Politiker
- Liviu Rebreanu (1885–1944), Schriftsteller
- József Nyírő (1889–1953), Schriftsteller und Priester
- Sándor Reményik (1890–1941), Dichter
- Lucian Blaga (1895–1961), Wissenschaftler und Diplomat
- Áron Tamási (Geb.: János Tamás) (1897–1966), ungarischer Schriftsteller[29]
- Emil Cioran (1911–1995), Philosoph
- Gertrud Stephani-Klein (1914–1995), Schriftstellerin
- Jenő Dsida (1907–1938), ungarischer Dichter[30]
- Georg Maurer (1907–1971), Lyriker und Übersetzer
- Albert Wass (1908–1998), Schriftsteller, Dichter
- Hans Bergel (1925–2022), Schriftsteller und Journalist
- Octavian Paler (1926–2007), Schriftsteller
- Oskar Pastior (1927–2006), Dichter
- Paul Schuster (1930–2004)
- Eginald Schlattner (* 1933), Dichter
- Dieter Schlesak (1934–2019), Schriftsteller
- Joachim Wittstock (* 1939), Schriftsteller
- Hellmut Seiler (* 1953), Übersetzer und Satiriker
- Dan Dănilă (* 1954), Dichter
- Ursula Ackrill (* 1974), Schriftstellerin
- Iris Wolff (* 1977), Schriftstellerin

### Bildende Künstler
- Fritz Schullerus (1866–1898), Maler
- Eduard Morres (1884–1980), Maler, Kunsterzieher
- Hans Mattis-Teutsch (1884–1960), Maler, Bildhauer, Kunsttheoretiker
- Hermann Morres (1885–1971), Maler, Musiker, Kunstpädagoge
- Hans Hermann (1885–1980), Maler und Kunsterzieher
- Margarete Depner (1885–1970), Bildhauerin, Malerin
- Trude Schullerus (1889–1981), Malerin
- Henri Nouveau (Henrik Neugeboren) (1901–1959), Maler, Bildhauer, Komponist, Schriftsteller, Kunsttheoretiker
- Karl Hübner (1902–1981), Maler
- Harald Meschendörfer (1909–1984), Maler, Kunstpädagoge
- Friedrich von Bömches (1916–2010), Maler und Fotograf
- Adelheid Goosch (* 1929), Malerin, Bildhauerin, Kunstpädagogin
- Juliana Fabritius-Dancu (1930–1986), Malerin und Kunsthistorikerin

### Weitere Persönlichkeiten
- Johannes Caioni (1629–1687), Komponist, Orgelbauer und Buchdrucker
- Samuel von Brukenthal (1721–1803), Gouverneur von Siebenbürgen, Kunstsammler
- Lukas Joseph Marienburg (1770–1821), Historiker, Lehrer und Pfarrer
- Johann Martin Honigberger (1795–1869), Arzt, Apotheker und Orientforscher
- Stephan Ludwig Roth (1796–1849), Pfarrer, Schulreformator und Politiker
- Josef Haltrich (1822–1886), Lehrer, Volkskundler
- Franz Obert (1828–1908), Stadtpfarrer, Schriftsteller und Politiker.
- Carl Eduard Conrad (1830–1906), Politiker
- Eduard Gusbeth (1839–1921), Arzt und Medizinhistoriker
- Christian Friedrich Maurer (1847–1902), Historiker, Theaterautor und Gymnasialpädagoge
- Franz Karl Herfurth (1853–1922), Evangelischer Theologe[31]
- Arthur Arz von Straußenburg (1857–1935), letzter Generalstabschef der k.u.k. Armee
- Heinrich Siegmund (1867–1937), Arzt, Landeskonsistorialrat und Publizist
- Oswald Thomas (1882–1963), Astronom und Universitätsprofessor
- Fritz Klein (1888–1945), KZ-Arzt
- Albert Ziegler (1888–1946), Flugpionier
- Hermann Oberth (1894–1989), Physiker und Raumfahrtpionier
- Alfred Csallner (1895–1992), Pfarrer, ab 1936 Leiter der Landesarbeitsstelle für Statistik
- Brassaï (bürgerlich Gyula Halász) (1899–1984), Fotograf
- Samu von Borbely (1907–1984), Mathematikprofessor
- Ernő Grünbaum (1908–1944/45), Maler des Kubismus und Expressionismus
- Arnold Graffi (1910–2006), Arzt an der Charité in Berlin
- Richard Kepp (1912–1984), Gynäkologe und von 1965 bis 1966 Rektor der Justus-Liebig-Universität Gießen
- Ernst Wagner (1921–1996), Verfasser landeskundlicher Werke zur Geschichte Siebenbürgens und der Siebenbürger Sachsen
- Helmut Plattner (1927–2012), Orgelvirtuose
- Peter Maffay (* 1949 als Peter Alexander Makkay), Sänger und Musiker
- Josef Kappl (* 1950), Musiker und Komponist
- Harald Roth (Historiker) (* 1965), Historiker
- Dietmar Daichendt (* 1967), Arzt, Hochschul- und Universitätsprofessor
- Wilhelm Schabel (* 1973), Hochschullehrer
- Hannes Unberath (1973–2013), Rechtswissenschaftler
- Ralph Gunesch (* 1983), ehm. Fußballprofi und Fußballtrainer

## Orte
Einige größere Städte in Siebenbürgen:
- Cluj-Napoca (deutsch Klausenburg, ungarisch Kolozsvár)
- Brașov (deutsch Kronstadt, ungarisch Brassó)
- Hermannstadt (rumänisch Sibiu, ungarisch Nagyszeben)
- Târgu Mureș (deutsch Neumarkt am Mieresch, ungarisch Marosvásárhely)
- Bistrița (deutsch Bistritz, ungarisch Beszterce)
- Alba Iulia (deutsch Karlsburg, früher Weißenburg, ungarisch Gyulafehérvár)
- Deva (deutsch Diemrich, ungarisch Déva)
- Hunedoara (deutsch Eisenmarkt, ungarisch Vajdahunyad)
- Turda (deutsch Thorenburg, ungarisch Torda)
- Mediaș (deutsch Mediasch, ungarisch Medgyes)
- Sighișoara (deutsch Schäßburg, ungarisch Segesvár)
- Miercurea Ciuc (deutsch Szeklerburg, ungarisch Csíkszereda)
- Sebeș (deutsch Mühlbach, ungarisch Szászsebes)

Weitere Orte siehe Kategorie:Ort in Siebenbürgen

### Gesamtdarstellungen zur Geschichte Siebenbürgens und der Siebenbürger Sachsen
In der Reihenfolge des Erscheinens
- Georg Daniel Teutsch, Friedrich Teutsch (Hrsg.): Geschichte der Siebenbürger Sachsen für das sächsische Volk. Verlag Wilhelm Krafft, Hermannstadt
  - Bd. 1: Von den ältesten Zeiten bis 1699. 1899.
  - Bd. 2: 1700–1815: Von den Kuruzzenkriegen bis zur Zeit der Regulationen. 1907.
  - Bd. 3: 1816–1868: Von der Zeit der Regulationen bis zur Einführung des Dualismus. 1910.
  - Bd. 4: 1868–1919: Unter dem Dualismus. 1926.
- Constantin C. Giurescu: Transylvania in the history of Romania. An historical outline. Garnstone Press, London 1969, ISBN 0-900391-40-5.
- Ludwig Binder, Carl Göllner, Elisabeth Göllner, Konrad Gündisch: Geschichte der Deutschen auf dem Gebiete Rumäniens, Bd. 1: 12. Jahrhundert bis 1848. Herausgegeben vom Forschungszentrum des Hermannstädter Hochschulinstituts. Kriterion Verlag, Bukarest 1979.
- Ernst Wagner: Geschichte der Siebenbürger Sachsen. Ein Überblick. Wort und Welt Verlag, Thaur bei Innsbruck 1981 (und zahlreiche weitere Auflagen), ISBN 3-85373-055-8.
- Milton G. Lehrer: Transylvania. History and Reality. Bartleby Press, Silver Spring 1986, ISBN 0-910155-04-6.
- András Mócsi, Béla Köpeczi (Hrsg.): Erdély története, 3 Bände. Akadémiai Kiadó, Budapest 1986, ISBN 963-05-4203-X (Übersetzung des ungarischen Titels: Geschichte Siebenbürgens). (online)
- Béla Köpeczi, Gábor Barta (Hrsg.): Kurze Geschichte Siebenbürgens. Herausgegeben vom Institut für Geschichte der Ungarischen Akademie der Wissenschaften. Akadémiai Kiadó, Budapest 1990, ISBN 963-05-5667-7.
- Harald Roth: Kleine Geschichte Siebenbürgens. Böhlau, Köln/Weimar/Wien 1996 (1. Auflage), 2003 (2. Auflage), 2007 (3. Auflage), ISBN 978-3-412-13502-7 (3. Auflage).
- Konrad Gündisch: Siebenbürgen und die Siebenbürger Sachsen. Langen Müller, München 1998 (1. Auflage), 2005 (2. Auflage), ISBN 3-7844-2685-9 (2. Auflage).
- Michael Kroner: Geschichte der Siebenbürger Sachsen. Verlag Haus der Heimat, Nürnberg
  - Bd. 1: Von der Ansiedlung bis Anfang des 21. Jahrhunderts. 2007, ISBN 978-3-00-021583-4.
  - Bd. 2: Wirtschafts- und Kulturleistungen. 2008, ISBN 978-3-00-024223-6.
- Michaela Nowotnick: Herbst über Siebenbürgen – Nur wenige Rumäniendeutsche sind nach 1989 in ihrer Heimat geblieben – es gilt, ihr Erbe zu sichern. In: Neue Zürcher Zeitung, Internationale Ausgabe, 31. Dezember 2016, S. 20
- Andres Wysling: Der Deutschkurs auf der Walz – aus Not entsteht ein Entwicklungsmodell. Jungbauern aus Siebenbürgen fahren in die Schweiz, für Praktika oder Saisonarbeit … In: Neue Zürcher Zeitung, Internationale Ausgabe, Rubrik International, 5. Oktober 2016, S. 7
- Elmar Schenkel: Transsilvanien liegt ihm im Blut – Rettung für eine alte Welt: Das Engagement von Prinz Charles in Siebenbürgen. In: Frankfurter Allgemeine Zeitung, Rubrik Literarisches Leben, 12. November 2016, Nr. 265, S. 18
- Christoph Strauch: Das vernachlässigte Volk von Transsilvanien. 1920 musste Ungarn Siebenbürgen an Rumänien abtreten – die ungarische Minderheit fühlt sich bis heute dort nicht so recht zu Hause. In: Frankfurter Allgemeine Zeitung, Frankfurt am Main, Dienstag, den 25. Juli 2017, Nr. 170, S. 3 unter der Rubrik „Politik“.

### Einzelne Gesichtspunkte der Siebenbürger Geschichte und Kultur
In alphabetischer Reihenfolge der Autoren
- Meinolf Arens: Transsilvanien – Siebenbürgen, Marmarosch und Kreischgebiet. In: Thede Kahl, Michael Metzeltin, Mihai-Răzvan Ungureanu (Hrsg.): Rumänien. Raum und Bevölkerung – Geschichte und Geschichtsbilder – Kultur – Gesellschaft und Politik heute – Wirtschaft – Recht – Historische Regionen. LIT, Wien 2006, ISBN 3-8258-0069-5. S. 881–902.
- Elemér Bakó, William Sólyom-Fekete: Hungarians in Rumania and Transylvania. A bibliographical list of publications in Hungarian and West European languages. Compiled from the holdings of the Library of Congress, Washington D.C. 1969.
- Wilhelm Andreas Baumgärtner: Im Zeichen des Halbmondes. Siebenbürgen in der Zeit der Türkenkriege. Schiller, Hermannstadt/Bonn 2009.
- Kai Brodersen: Dacia Felix. Das antike Rumänien im Brennpunkt der Kulturen. wbg Philipp von Zabern, Darmstadt 2020, ISBN 978-3-8053-5059-4.
- Márta Fata: Migration im kameralistischen Staat Josephs II. Theorie und Praxis der Ansiedlungspolitik in Ungarn, Siebenbürgen, Galizien und der Bukowina von 1768 bis 1790. Aschendorff, Münster 2014, ISBN 978-3-402-13062-9.
- Cristina Fenean: Constituirea principatului autonom al Transilvaniei. Bucurenti, 1997.
- Arne Franke: Das wehrhafte Sachsenland. Kirchenburgen im südlichen Siebenbürgen, Deutsches Kulturforum Östliches Europa, Potsdam 2007 (online).
- Helmut Gebhardt: Zur Schulgeschichte Siebenbürgens vom 15. bis 18. Jahrhundert. Einst und Jetzt, Bd. 23 (1978), S. 322–326.
- Ion Grumeza: Dacia. Land of Transylvania, cornerstone of ancient Eastern Europe. Hamilton Books, Lanham 2009, ISBN 978-0-7618-4465-5 (zur Geschichte Dakiens in römischer Zeit).
- Josef Haltrich: Sächsische Volksmärchen aus Siebenbürgen. Bukarest 1973. (Bedeutung für Volkskunde und Sprache)
- Arnold Huttmann: Medizin im alten Siebenbürgen. Beiträge zur Geschichte der Medizin in Siebenbürgen. Hrsg. von Robert Offner, Hermannstadt (Sibiu) 2000.
- Walter König: Beiträge zur siebenbürgischen Schulgeschichte (= Siebenbürgisches Archiv. 32). Köln/Weimar/Wien 1996.
- Walter König: Schola seminarium rei publicae. Aufsätze zur Geschichte und Gegenwart des Schulwesens in Siebenbürgen und Rumänien (= Siebenbürgisches Archiv. 38). Köln/Weimar/Wien 1996.
- János Michaelis: Oesterreichische Vaterlandskunde mit besonderer Rücksicht auf das Kronland Siebenbürgen. Filtsch, Hermannstadt 1858 (Digitalisat).
- Sorin Mitu (Hrsg.): Interethnische und Zivilisationsbeziehungen im siebenbürgischen Raum. Historische Studien. Verein der Historiker aus Siebenbürgen und dem Banat, Babeş-Bolyai-Universität, Cluj 1996, ISBN 973-9261-11-6.
- Robert Offner: Der medizinische Wissensaustausch zwischen Siebenbürgen und anderen europäischen Ländern im Spiegel des Auslandsstudiums und der ärztlichen Ausbildung der Siebenbürger vor der Gründung der Klausenburger Universität (1872). In: Berichte zur Wissenschaftsgeschichte. Band 24, Heft 3, Weinheim 2001.
- Anselm Roth: Siebenbürgische Gästehäuser. Schiller, Hermannstadt/Bonn 2007.
- Anselm Roth, Holger Wermke: Weltkulturerbe in Siebenbürgen. Schiller, Hermannstadt/Bonn 2009.
- Gertrud Stephani-Klein: Versunkene deutsche Ortschaften in Siebenbürgen (III). In: Südostdeutsche Vierteljahresblätter (München), Heft 26/1, 1977, S. 1–7.
- Gertrud Stephani-KLein: Zehn deutsche Siedlergruppen leben heute noch in Rumänien. In: Kulturpolitische Korrespondenz (Bonn), Nr. 424, 5. November 1980, S. 3–6.
- Gertrud Stephani-KLein: Zehn Siedlergruppen lassen sich heute noch feststellen. Rumäniens deutscher Bevölkerungsanteil. In: Aufbau. Deutsch-jüdische Zeitung (New York), 5/8, 2. Januar 1981, S. 15 ff.
- Fabian Törner, Andreas Heldmann: Dissertatio historica de origine septem castrensium Transilvaniae Germanorum. Werner, Uppsala 1726 (Digitalisat).
- Joseph Trausch: Schriftsteller-Lexikon oder biographisch-literärische Denk-Blätter der Siebenbürger Deutschen. 3 Bände. Kronstadt 1868–1871; unveränderter Nachdruck: Köln/Wien 1983.
- Michael Welder: Siebenbürgen. Entdeckungsreise in Bildern. Verlag Gerhard Rautenberg, Leer 1992, ISBN 978-3-7921-0485-9.
- Ulrich A. Wien, Krista Zach (Hrsg.): Humanismus in Ungarn und Siebenbürgen. Politik, Religion und Kunst im 16. Jahrhundert (= Siebenbürgisches Archiv. Band 37). Köln/Weimar 2004.

### Hochschulschriften
- Florian Kührer-Wielach: Siebenbürgen ohne Siebenbürger? Staatliche Integration und neue Identifikationsangebote zwischen Regionalismus und nationalem Einheitsdogma im Diskurs der Siebenbürger Rumänen. 1918–1933 (= Südosteuropäische Arbeiten, Band 153), de Gruyter, Berlin / München / Oldenburg / Wien 2014, ISBN 978-3-11-037890-0 (Dissertation zum Doktor der Philosophie (Dr. Phil.) Universität Wien 2013, Volltext online PDF, kostenfrei, 206 MB).
- Margit Feischmidt: Ethnizität als Konstruktion und Erfahrung, Symbolstreit und Alltagskultur im siebenbürgischen Cluj (= Zeithorizonte, Band 8). Lit, Münster 2003, ISBN 978-3-8258-6627-3 (Dissertation HU Berlin 2002).

In die Literatur fand Transsilvanien Eingang durch Bram Stokers Vampirroman Dracula. Die Handlung dieser Erzählung ist teilweise in dieser Region angesiedelt und basiert auf Überlieferungen, die sich um den Fürsten Vlad III. Drăculea drehen sollen, tatsächlich mit diesem aber wenig gemeinsam haben.